# 커티스 P-40 워호크
커티스 P-40 워호크는 1938년에 최초로 비행한 미국의 단발 엔진, 단좌, 전금속제 전투폭격기이다. P-40 설계는 이전 커티스 P-36 호크를 개량한 것으로, 개발 시간을 단축하고 신속하게 생산 및 운용 서비스에 투입될 수 있도록 했다. 워호크는 제2차 세계 대전 중 대부분의 연합군이 사용했으며, 전쟁이 끝날 때까지 최전선에서 운용되었다. 이는 노스아메리칸 P-51 머스탱과 P-47 선더볼트에 이어 제2차 세계 대전에서 세 번째로 많이 생산된 미국 전투기였다. 1944년 11월 P-40 생산이 중단될 때까지 총 13,738대가 커티스 라이트의 뉴욕주 버펄로에 있는 주 생산 시설에서 제작되었다.
P-40 워호크는 미국 육군 항공단이 부여한 이름이었고, 1941년 6월 이후 미국 육군 항공대가 모든 모델에 이 이름을 채택하여 미국에서 모든 P-40의 공식 명칭이 되었다. 영연방과 소련 공군은 초기 P-40, P-40B, P-40C 모델에 해당하는 기종에는 토마호크라는 이름을 사용했고, P-40D 및 이후 모든 변형 모델에는 키티호크라는 이름을 사용했다. P-40은 1941년 6월 중동 및 북아프리카 전역에서 사막 공군의 영연방 비행대대와 함께 처음으로 전투에 투입되었다. 영국 왕립 공군의 제112비행대는 북아프리카에서 토마호크를 운용한 최초의 부대 중 하나였으며, 이 부대는 메서슈미트 Bf 110 쌍발 전투기에 있는 유사한 마크를 모방하여 "상어 입" 로고를 특징으로 하는 최초의 연합군 군용 항공 부대였다.
P-40의 앨리슨 V-1710 엔진에 2단 슈퍼차저가 부족하여 루프트바페의 메서슈미트 Bf 109나 포케불프 Fw 190과 같은 고고도 전투에서 열등했으며, 북서 유럽 작전에서는 거의 사용되지 않았다. 그러나 1941년부터 1944년까지 P-40은 북아프리카, 남서태평양 전구, 중국의 세 주요 전역에서 연합군 공군에 결정적인 역할을 했다. 또한 중동, 동남아시아, 동유럽, 알래스카 및 이탈리아에서도 중요한 역할을 수행했다. P-40의 고고도 성능은 이러한 전역에서 제공전투기, 폭격기 호위 및 전투폭격기로 사용되었기 때문에 그다지 중요하지 않았다.
비록 전후에는 근접항공지원에만 적합한 평범한 디자인이라는 평판을 얻었지만, 연합군 비행대대 기록에 대한 정밀 조사를 포함한 최근 연구에 따르면 그렇지 않았다. P-40은 제공전투기로서 놀라운 성능을 발휘하여 때로는 심각한 손실을 입었지만, 적 항공기에도 매우 큰 타격을 입혔다. 전시 승리 주장에 따르면, 영국, 오스트레일리아, 뉴질랜드, 캐나다, 남아프리카 공화국, 미국 및 소련 출신 200명 이상의 연합군 전투기 조종사들이 P-40을 비행하며 에이스가 되었다. 이들 중에는 적어도 20명의 더블 에이스가 있었는데, 대부분 북아프리카, 중국, 버마 및 인도, 남서 태평양 및 동유럽에서였다. P-40은 저렴한 비용과 내구성이라는 추가적인 이점을 제공하여, 전투기로서 구식화된 후에도 오랫동안 지상 공격기로 생산되었다.

## 설계 및 개발

### 기원

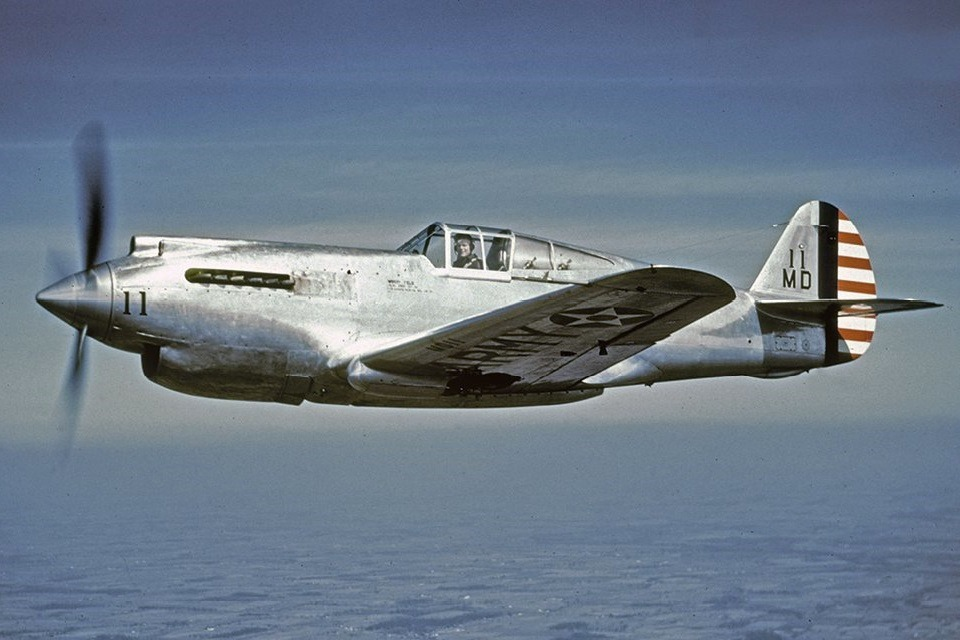
미 육군 항공단 물자부에서 시험 목적으로 사용된 커티스 XP-40 "11"

1938년 10월 14일, 커티스 시험 비행사 에드워드 엘리엇은 버펄로에서 시제기 XP-40의 첫 비행을 했다. XP-40은 10번째 생산된 커티스 P-36 호크였는데, 돈 R. 베를린 수석 엔지니어의 지시에 따라 프랫 & 휘트니 R-1830 트윈 와스프 14기통 공랭식 성형 엔진이 수랭식, 슈퍼차저 앨리슨 V-1710 V-12 엔진으로 교체되었다. 첫 시제기는 글리콜 냉각 라디에이터를 전투기 동체 아래, 날개 후방 가장자리 바로 뒤에 배치했다. 미국 육군 항공단 전투기 프로젝트 담당 장교 벤자민 S. 켈시 중위는 이 시제기를 57분 만에 약 315 마일 매 시 (507 km/h)의 속도로 300마일을 비행했다. 실망감을 감추며, 그는 기자들에게 미래 버전은 아마도 100 마일 매 시 (160 km/h) 더 빨라질 것이라고 말했다. 켈시는 앨리슨 엔진이 튼튼하고 신뢰할 수 있으며, 부드럽고 예측 가능한 출력 곡선을 가지고 있었기 때문에 관심을 가졌다. V-12 엔진은 성형 엔진만큼의 출력을 제공했지만 전면 면적이 더 작고 성형 엔진을 장착한 항공기보다 더 유선형의 카울을 허용하여 이론적으로 최고 속도가 5% 증가할 것으로 기대되었다.
커티스 엔지니어들은 라디에이터를 단계적으로 앞으로 옮겨 XP-40의 속도를 향상시키기 위해 노력했다. 거의 이득을 보지 못하자 켈시는 더 나은 공기 역학적 특성을 위한 해결책을 찾기 위해 NACA 풍동에서 항공기를 평가하도록 명령했다. 1939년 3월 28일부터 4월 11일까지 NACA는 시제기를 연구했다. 얻은 데이터를 바탕으로 커티스는 글리콜 냉각 라디에이터를 기수 아래로 옮겼다. 새로운 공기 흡입구는 오일 쿨러 공기 흡입구도 수용했다. 착륙 장치 도어 및 배기 매니폴드에 대한 다른 개선 사항은 미 육군 항공대가 만족할 만한 성능을 제공했다. 유리한 순풍이 없는 상태에서 켈시는 라이트-패터슨 공군 기지에서 커티스 버펄로 공장까지 XP-40을 평균 354 mph (570 km/h)의 속도로 비행했다. 1939년 12월의 추가 테스트에서 전투기가 366 mph (589 km/h)에 도달할 수 있음이 입증되었다.
특이한 생산 특징은 뉴욕 버펄로에 있는 커티스 주 공장에서 배송 속도를 높이기 위한 특수 트럭 장비였다. 이 장비는 새로 제작된 P-40을 주 날개와 동체라는 두 가지 주요 구성 요소로 분리하여 공장에서 공항까지 8마일을 이동시킨 후, 두 장치를 결합하여 비행 및 배송을 가능하게 했다.

### 성능 특성

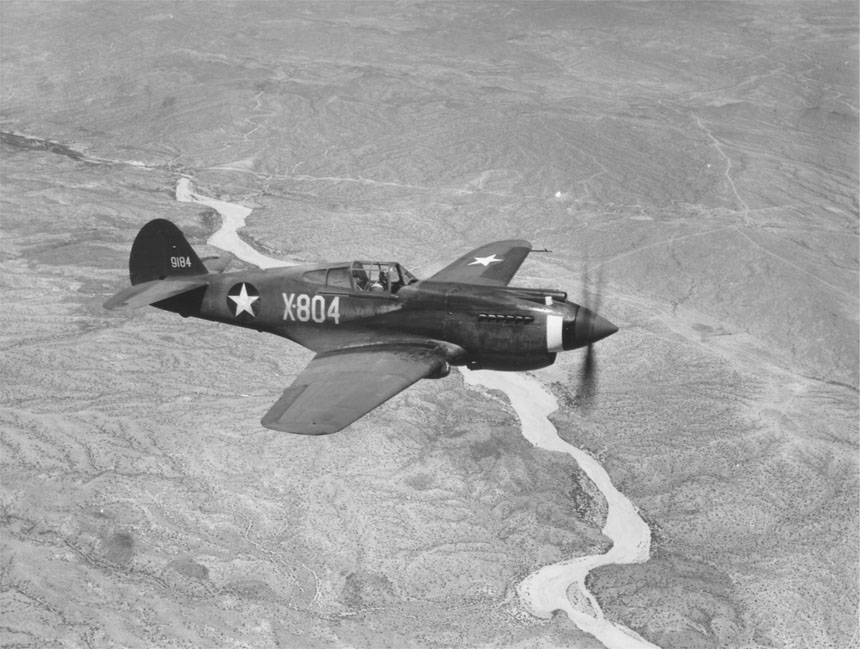
루크 비행장에 있는 고급 훈련 부대에서 운용된 P-40B, X-804 (일련번호 39-184)의 쿼터뷰 비행 모습.

P-40은 추격기로 고안되었으며 저고도 및 중고도에서 민첩했지만 고고도에서는 출력이 부족했다. 중고속에서는 전쟁 초기 단엽기 설계 중 가장 선회 반경이 작았으며, 북아프리카와 러시아 전선에서 만난 대부분의 적들을 선회전에서 능가할 수 있었다. 태평양 전선에서는 경량 전투기인 0식 함상전투기와 1식 전투기("오스카"로 알려짐)에 의해 저속에서 선회전에서 밀렸다. 클레어 셔놀트 미 자원군 사령관은 일본 전투기가 속도 감소에 유리하기 때문에 일본 전투기와의 장기적인 공중전을 피하도록 조언했다.
앨리슨 V-1710 엔진은 해수면에서 1,040 hp (780 kW)을, 14,000 ft (4,300 m)에서 14,000 ft (4,300 m)을 생산했다. 이는 동시대 전투기들과 비교했을 때 강력하지 않았고, 초기 P-40 변형 기종의 최고 속도는 평균 수준에 불과했다. 단일 단계, 단일 속도 슈퍼차저는 P-40이 고고도 전투기로서 부적합함을 의미했다. 1,200 hp (890 kW) 앨리슨 엔진 또는 더 강력한 1,400마력 패커드 멀린 엔진을 장착한 후기 버전은 더 유능했다. 상승 성능은 하위 유형에 따라 보통에서 좋지 않은 편이었다. 급강하 가속은 좋았고 급강하 속도는 뛰어났다. P-40의 최고 득점 에이스인 클라이브 콜드웰 (RAAF)은 자신의 28.5킬 중 22킬을 이 기종으로 달성했으며, P-40은 "거의 단점이 없었다"고 말했다. 다만 "최대 속도에서는 조종하기가 약간 어려웠다"고 덧붙였다. P-40은 초기 전쟁 기간 동안 어떤 전투기보다도 빠른 최대 급강하 속도와 우수한 고속 조종성을 가지고 있었다.

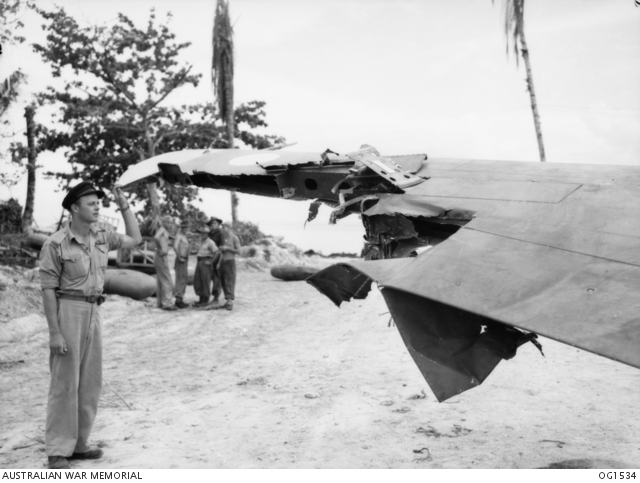
P-40의 내구성에 대한 증거: 1944년 T. R. 잭린 비행사 (사진)는 다른 P-40N-5와의 공중 충돌로 인해 왼쪽 보조 날개와 날개 면적의 25%를 잃은 후에도 이 제75비행대의 P-40N-5를 이상 비행했다.

P-40은 거친 조건과 다양한 기후를 견뎌냈다. 반-모듈형 설계는 현장에서 유지보수하기 쉬웠다. 보조 날개 부스트나 자동 슬랫과 같은 혁신적인 기능은 없었지만, 5개 스파 날개를 포함한 견고한 구조 덕분에 P-40은 고G 선회를 수행하고 일부 공중 충돌에서도 살아남을 수 있었다. 사막 공군과 소련 공군은 의도적인 적기와의 램 공격을 가끔 승리로 기록했다. 콜드웰은 P-40이 "엄청난 양의 손상, 격렬한 곡예비행뿐만 아니라 적의 공격도 견딜 수 있었다"고 말했다. 작전 반경은 초기 전쟁 기준으로 양호했으며, 슈퍼마린 스피트파이어나 메서슈미트 Bf 109보다 거의 두 배였지만, 0식 함상전투기, 1식 전투기 및 록히드 P-38 라이트닝보다는 열등했다.
콜드웰은 P-40C 토마호크의 무장이 2정의 .50-인치 (12.7 mm) 브라우닝 AN/M2 "경량 총열" 동체 상부 장착 동기화 기관총과 각 날개에 2정의 .303-인치 (7.7 mm) 브라우닝 기관총으로 불충분하다고 생각했다. 이는 동기화된 총기 장착을 포기하고 각 날개에 2정의 .50-인치 (12.7 mm) 총을 장착한 P-40D (키티호크 I)로 개선되었지만, 콜드웰은 여전히 다른 면에서는 이전 토마호크를 선호했다. D는 엔진과 조종석 주변에 장갑을 둘러 상당한 손상을 견딜 수 있었다. 이를 통해 아시아와 태평양의 연합군 조종사들은 일본 전투기와 정면으로 공격할 수 있었으며, 선회전이나 상승전을 시도하지 않았다. 후기 모델 P-40은 잘 장갑 처리되었다. 시야는 적절했지만 복잡한 방풍창 프레임으로 인해 방해를 받았고, 초기 모델에서는 높아진 등받이 때문에 후방 시야가 완전히 가려졌다. 지상 시야 불량과 비교적 좁은 착륙 장치 트랙으로 인해 지상에서 많은 손실이 발생했다.
커티스는 후속 설계인 커티스 XP-46을 시험했지만, 이는 신형 P-40 모델에 비해 개선점이 거의 없었으며 취소되었다.

## 운용 역사
1939년 4월, 미 육군 항공단은 유럽 공군의 새롭고 날렵하며 고속 인라인 엔진 전투기를 목격하고, P-40 524대에 대한 사상 최대 규모의 전투기 주문을 했다.

### 프랑스 공군
초기 주문은 이미 P-36을 운용하고 있던 프랑스 공군에서 왔다. 프랑스 공군은 100대(나중에 230대로 증가)를 호크 81A-1으로 주문했지만, 항공기가 공장을 떠나기도 전에 프랑스가 패배했고, 항공기는 영국과 영연방 서비스(토마호크 I)로 전환되었으며, 일부는 미터법 비행 계기를 갖춘 채로 인도되었다.
1942년 후반, 북아프리카의 프랑스군이 비시 프랑스 정부에서 이탈하여 연합군과 합류하면서, 미군은 제33전투비행단의 P-40F를 역사적으로 라파예트 에스카드릴과 관련이 있는 GC II/5 비행대대로 이관했다. GC II/5는 1944년 중반까지 튀니지에서 P-40F와 L을 전투에 사용했으며, 이후 지중해 연안에서 순찰 임무를 수행하다가 리퍼블릭 P-47D 선더볼트로 교체되었다.

### 영연방

#### 배치

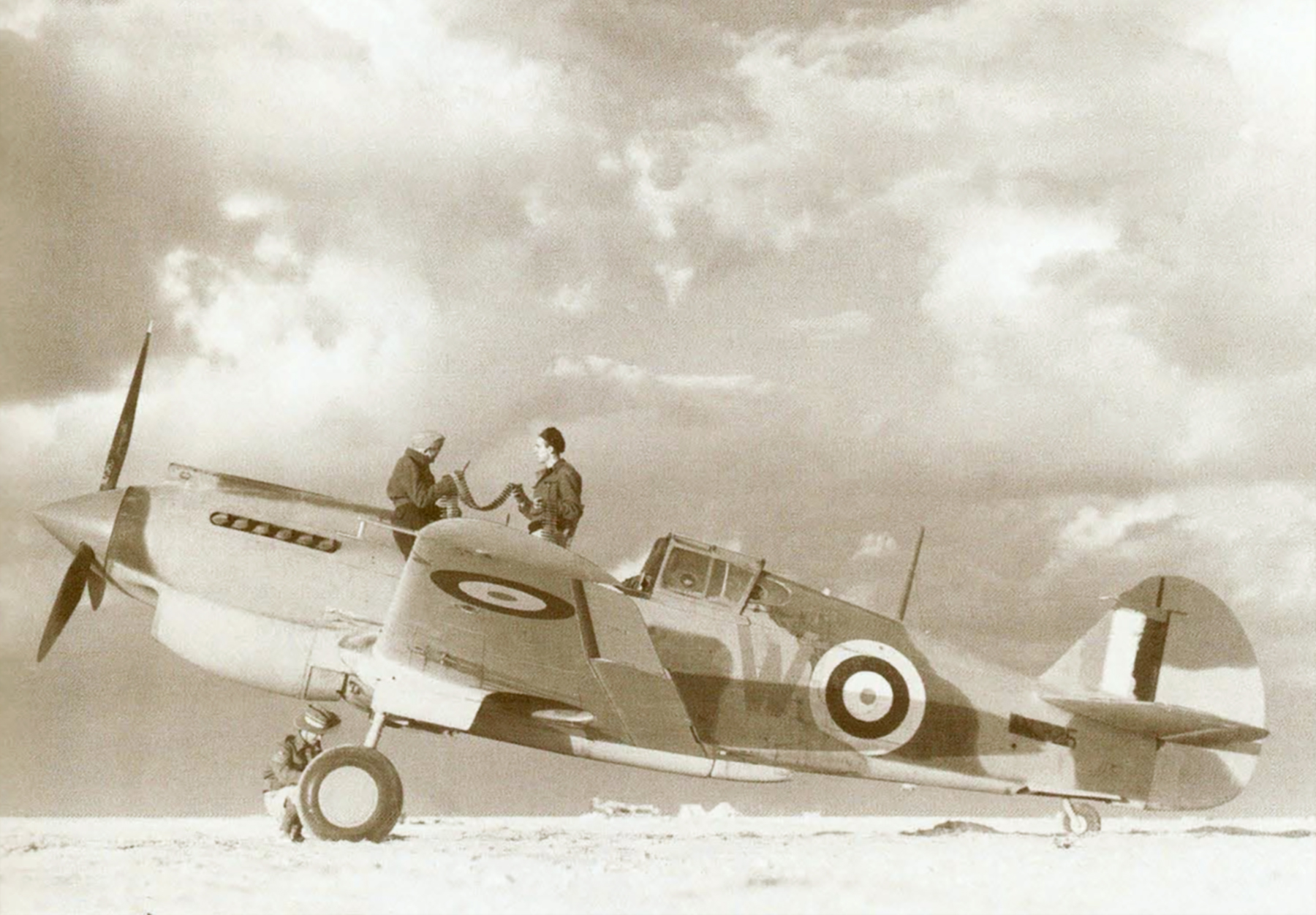
1941년 12월 23일, 북아프리카에서 제3비행대 소속 토마호크 Mk.II를 정비하는 무장병들.

총 18개 영국 왕립 공군(RAF) 비행대대, 4개 캐나다 왕립 공군(RCAF) 비행대대, 3개 남아프리카 공군(SAAF) 비행대대, 그리고 RAF 부대에서 운용된 2개 오스트레일리아 왕립 공군(RAAF) 비행대대가 P-40을 사용했다. 가장 먼저 전환된 부대는 1941년 초 사막 공군(DAF)의 호커 허리케인 비행대대였다. 처음 인도된 토마호크는 장갑, 방탄 유리창 또는 자동 밀폐 연료 탱크가 없었으며, 이는 이후 선적분에서 설치되었다. 영국 전투기에 익숙한 조종사들은 P-40의 후방 접이식 랜딩 기어에 적응하는 데 어려움을 겪었는데, 이는 허리케인이나 슈퍼마린 스피트파이어의 측면 접이식 랜딩 기어보다 무너질 가능성이 더 높았다. 영국 기종에서 일반적으로 사용되는 "삼점 착륙"과는 달리, P-40 조종사들은 "바퀴 착륙"을 사용해야 했는데, 이는 주 바퀴가 먼저 지면에 닿는 더 길고 낮은 각도의 접근 방식이었다.
시험 결과 항공기는 고고도에서 북서 유럽에서 사용하기에 필요한 성능이 부족한 것으로 나타났는데, 이는 작전 고도 제한 때문이었다. 이 전역에서 사용된 스피트파이어는 약 30,000 ft (9,100 m) 높이에서 운용되었지만, P-40의 앨리슨 엔진은 단일 단계의 저고도 등급 슈퍼차저를 장착하여 15,000 ft (4,600 m) 이하에서 가장 잘 작동했다. 1941년 2월부터 영국에 기반을 둔 연합군 부대에서 토마호크가 사용되었을 때, 이러한 제한으로 인해 토마호크는 영국 왕립 공군 육군 협력 사령부의 저고도 정찰 임무로 강등되었으며, 제403비행대만이 29회 출격에 불과한 전투기 임무에 사용된 후 스피트파이어로 교체되었다. 영국 항공성은 P-40이 해당 전역에 부적합하다고 판단했다. 영국 P-40 비행대대

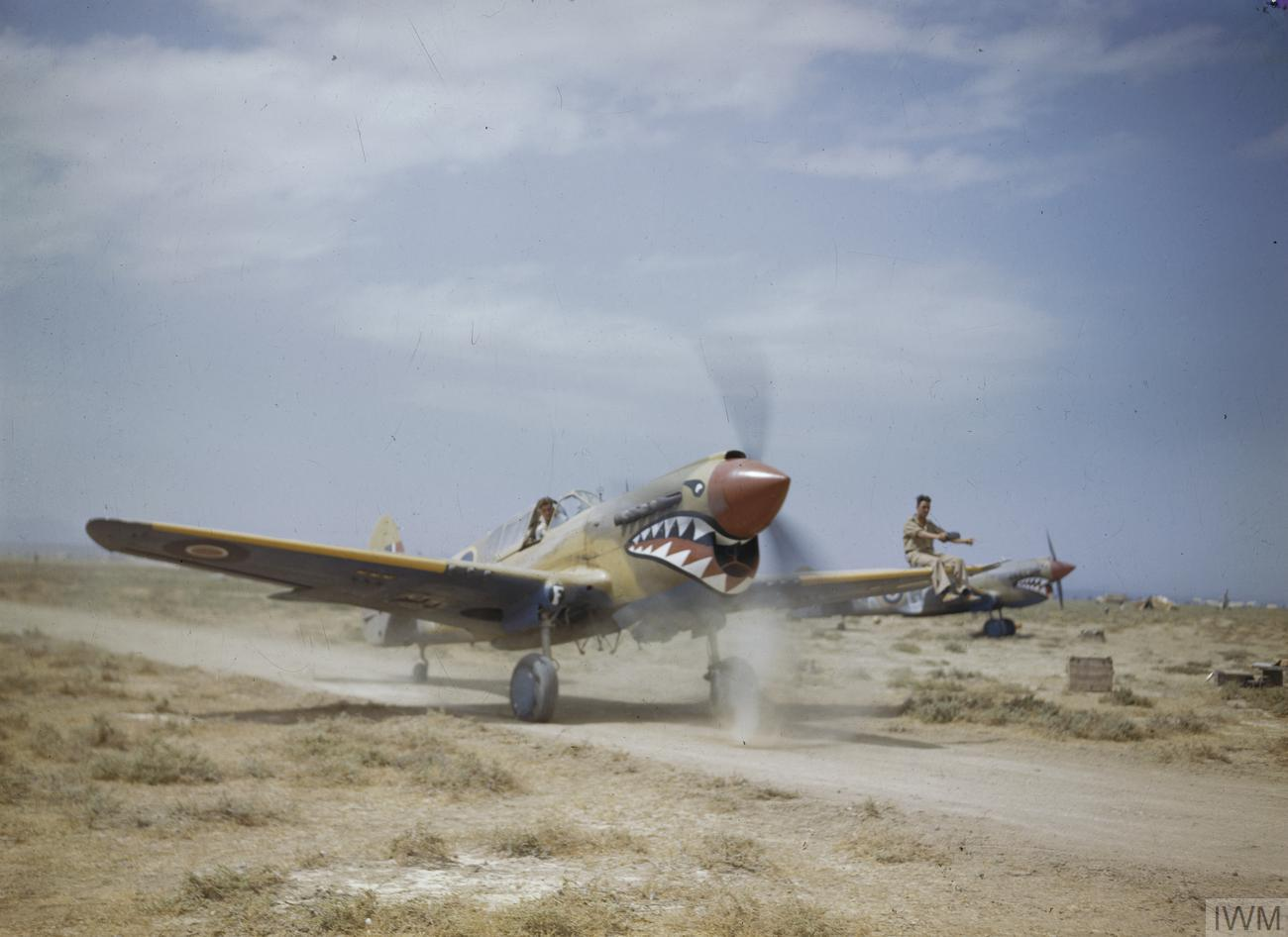
1943년 튀니지 메드닌에서 활주하는 제112비행대 소속 키티호크 Mk III. 날개 위의 지상 승무원은 조종사의 전방 시야가 기수 때문에 가려져 있어 조종사를 안내하고 있다.

토마호크는 1942년 초부터 북아프리카에서 더 강력한 키티호크("D" 마크 이후) 기종으로 대체되었지만, 일부 토마호크는 1943년까지 운용되었다. 키티호크는 많은 개선 사항을 포함했으며, "열대화된" 슈퍼마린 스피트파이어가 사용 가능해질 때까지 1942년 초 몇 달 동안 DAF의 제공전투기였다. DAF 부대는 거의 330대의 패커드 V-1650 멀린 엔진을 장착한 P-40F를 키티호크 II로 받았으며, 이들 중 대부분은 미 육군 항공대로 갔고, 700대의 "경량" L 모델 중 대부분은 패커드 멀린 엔진을 장착했으며, 무장은 4정의 .50 인치 (12.7 mm) 브라우닝으로 감소되었다 (키티호크 IIA). DAF는 또한 후기 P-40K 중 약 21대와 제작된 600대의 P-40M 중 대부분을 받았으며, 이들은 키티호크 III로 알려졌다. "경량" P-40N (키티호크 IV)은 1943년 초부터 도착했으며 주로 전투폭격기로 사용되었다. 1942년 7월부터 1943년 중반까지 미 제57전투비행단 (57th FG)의 일부가 DAF P-40 부대에 배속되었다. 영국 정부는 또한 소련에 23대의 P-40을 기증했다.

#### 전투 성능
토마호크와 키티호크는 북아프리카 전역 동안 루프트바페와 이탈리아 공군 전투기 공격의 주요 대상이 되었다. P-40은 허리케인보다 우수하다고 평가되었으며, 이들을 대체하여 사막 공군의 주요 전투기가 되었다.
나는 G-포스를 너무 많이 당겨서...피가 머리에서 빠져나가 눈 위로 내려오는 것을 느낄 정도로 정확한 사격을 피했다...그리고 당신은 그렇게 가능한 한 오랫동안 비행할 수 있었다. 누군가 당신의 꼬리를 잡으려 한다면 당신이 겪었던 흐릿한 시야를 그들도 겪을 것이고 당신은 탈출할 수 있을 것이라는 것을 알면서 말이다...나는 키티호크의 어떤 단점도 공격성으로 상쇄될 것이라고 의도적으로 결정했다. 그리고 나는 약간의 복싱을 해봤다 – 나는 단순히 [그들을] 향해 돌진함으로써 훨씬 더 나은 상대를 이겼다. 그리고 나는 그것을 공중에서도 사용하기로 결정했다. 그리고 그것은 성공했다.— 니키 바러, 제3비행대 RAAF

P-40은 처음에는 추축국 항공기에 대해 매우 효과적이었으며 연합군에게 약간의 우위 전환에 기여했다. 허리케인을 토마호크와 키티호크로 점차 교체하면서 루프트바페는 Bf 109E의 퇴역을 가속화하고 신형 Bf 109F를 도입했다. 이들은 북아프리카에서 야크트게슈바더 27 (JG27)과 같은 정예 루프트바페 부대의 베테랑 조종사들이 비행하게 되었다. P-40은 일반적으로 저고도에서는 Bf 109와 거의 동등하거나 약간 우수했지만, 고고도에서는 특히 Bf 109F에 비해 열등하다고 평가되었다. 북아프리카의 대부분의 공중전은 16,000 ft (4,900 m) 훨씬 아래에서 발생하여 Bf 109의 우위 대부분이 상쇄되었다. P-40은 일반적으로 선회, 급강하 속도 및 구조적 강도에서 Bf 109보다 우위가 있었고, 화력은 거의 동등했지만, 속도에서는 약간 열등했고 상승률과 작전 고도에서는 압도적으로 밀렸다.
P-40은 일반적으로 피아트 G.50 프레치아 및 마키 C.200과 같은 초기 이탈리아 전투기 유형보다 우수했다. 마키 C.202 폴고레에 대한 성능은 다양한 의견을 불러일으켰다. 일부 관찰자들은 마키 C.202가 우수하다고 평가한다. P-40으로 승리를 거둔 콜드웰은 폴고레가 P-40과 Bf 109보다 우수하지만, 두세 정의 기관총으로 무장한 것이 불충분하다고 생각했다. 다른 관찰자들은 이 둘을 동등하게 평가하거나, 선회 반경과 같은 곡예비행 성능에서는 폴고레를 선호했다. 항공 역사가 월터 J. 보이네는 아프리카 상공에서 P-40과 폴고레가 "동등"했다고 썼다. 고고도 성능 부족에 반해, P-40은 안정적인 사격 플랫폼으로 간주되었고, 견고한 구조는 전방 활주로에서도 양호한 운용률로 작동할 수 있음을 의미했다.
P-40 조종사들의 초기 승리 주장에는 1941년 시리아-레바논 전역 동안의 비시 프랑스 항공기가 포함되며, 당시 전쟁에서 최고의 프랑스 전투기로 여겨지던 드부아틴 D.520에 대한 것이었다. P-40은 전역에서 추축국 폭격기와 메서슈미트 Bf 110 쌍발 전투기에 대해 치명적이었다. 1941년 6월, 이집트의 제250비행대 소속 콜드웰은 잭 햄린 비행장교의 편대기로 비행하며 자신의 비행 기록부에 P-40의 첫 공중전 승리에 참여했다고 기록했다. 이는 6월 6일의 CANT Z.1007 폭격기였다. 이 주장은 CANT의 추락이 목격되지 않아 공식적으로 인정되지 않았다. 첫 공식 승리는 6월 8일, 햄린과 톰 팩스턴 비행병장이 알렉산드리아 상공에서 이탈리아 공군 211a 비행대대 소속 CANT Z.1007을 격추했을 때 발생했다. 며칠 후, 토마호크는 시리아 상공에서 제3비행대 RAAF와 함께 작전에 참여했으며, 1941년 6월과 7월 동안 비시 프랑스 항공기에 대해 19회의 공중 승리를 주장했고, P-40 1대(그리고 지상 사격으로 1대 손실)를 잃었다.

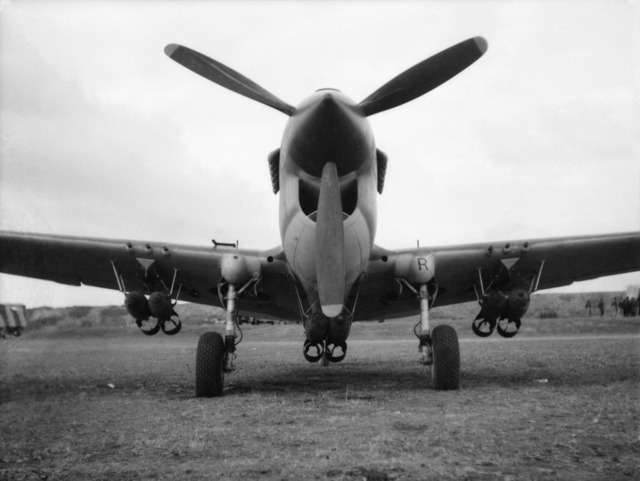
1943년경 북아프리카. 제450비행대 RAAF 소속 P-40 "키티밤버"가 6개의 폭탄을 장착하고 있다.

일부 DAF 부대는 처음에는 P-40의 강점을 제대로 활용하지 못하거나 루프베리 서클과 같은 구식 방어 전술을 사용했다. Bf 109의 우수한 상승률은 빠르고 급강하하는 공격을 가능하게 하여, 기존 방어 전술이 제공하는 이점을 무력화했다. 1941년부터 1942년까지 토마호크 부대에서 "유동 쌍"(독일식 로테와 유사), 편대 후방에 한두 명의 "위버"를 두는 태치 위브, 그리고 느슨한 대형으로 비행대대 전체가 상하좌우로 움직이는 등 다양한 새로운 대형이 시도되었다. 197회 전투 임무에서 114대의 연합군 항공기를 격추한 것으로 인정된 베르너 슈뢰어는 후자의 대형을 "포도송이"라고 불렀는데, 그가 그들을 너무 쉽게 격추할 수 있다고 생각했기 때문이다. 북아프리카의 선두 독일 전문가인 한스요아힘 마르세이는 그의 경력 동안 무려 101대의 P-40을 격추했다고 주장했다.
1942년 5월 26일부터 키티호크 부대는 주로 전투폭격기 부대로 운용되어 "키티봄버"라는 별명을 얻었다. 이러한 역할 변화와 DAF P-40 비행대대가 폭격기 호위 및 근접 항공 지원 임무에 자주 사용되었기 때문에 상대적으로 높은 손실을 입었다. 많은 사막 공군 P-40 조종사들은 약탈적인 Bf 109에 의해 저고도 저속 비행 중 격추되었다.
| 부대                   | 3 비행대 RAAF | 112 비행대 RAF | 450 비행대 RAAF |
| ---------------------- | ------------- | -------------- | --------------- |
| 토마호크로 주장한 승리 | 41            | 36             | –               |
| 키티호크로 주장한 승리 | 74.5          | 82.5           | 49              |
| P-40 총 승리           | 115.5         | 118.5          | 49              |
| P-40 손실 (총)         | 34            | 38             | 28              |
| 1.                     |               |                |                 |

콜드웰은 전환훈련부대가 P-40의 공중전에 조종사들을 제대로 준비시키지 못했다고 믿었고, 사령관으로서 신참 조종사들을 제대로 훈련시키는 것의 중요성을 강조했다.
P-40의 강점을 활용한 유능한 조종사들은 루프트바페와 이탈리아 공군 최고의 전투기에 대해 효과적이었다. 1941년 8월, 콜드웰은 두 대의 Bf 109의 공격을 받았는데, 그 중 한 대는 독일 에이스 베르너 슈뢰어가 조종하고 있었다. 콜드웰은 세 번 부상을 입었고 그의 토마호크는 100발 이상의 7.92 mm (0.312 in) 총알과 5발의 20 mm 기관포 포탄에 맞았지만, 콜드웰은 슈뢰어의 편대기를 격추하고 기지로 돌아왔다. 일부 자료는 또한 1941년 12월, 콜드웰이 P-40을 비행하면서 저명한 독일 전문 조종사 에르보 폰 카게네크 (69킬)를 사살했다고 주장한다. 북아프리카에서 콜드웰의 승리에는 Bf 109 10대와 마키 C.202 2대가 포함되었다. 112비행대의 빌리 드레이크는 13회 승리로 영국의 P-40 에이스 중 선두를 달렸다. 제임스 프랜시스 에드워즈 (캐나다 왕립 공군), 북아프리카에서 P-40으로 12킬을 달성했으며, 제260비행대와 키티호크를 비행하면서 독일 에이스 오토 슐츠 (51킬)를 격추했다. 콜드웰, 드레이크, 에드워즈, 니키 바러는 P-40을 비행하면서 에이스 지위를 두 번 이상 달성한 최소 12명의 조종사 중 일부였다. 총 46명의 영국 영연방 조종사들이 P-40에서 에이스가 되었으며, 이 중 7명은 더블 에이스였다.

### 중국 공군

#### 플라잉 타이거스 (미국 자원군)

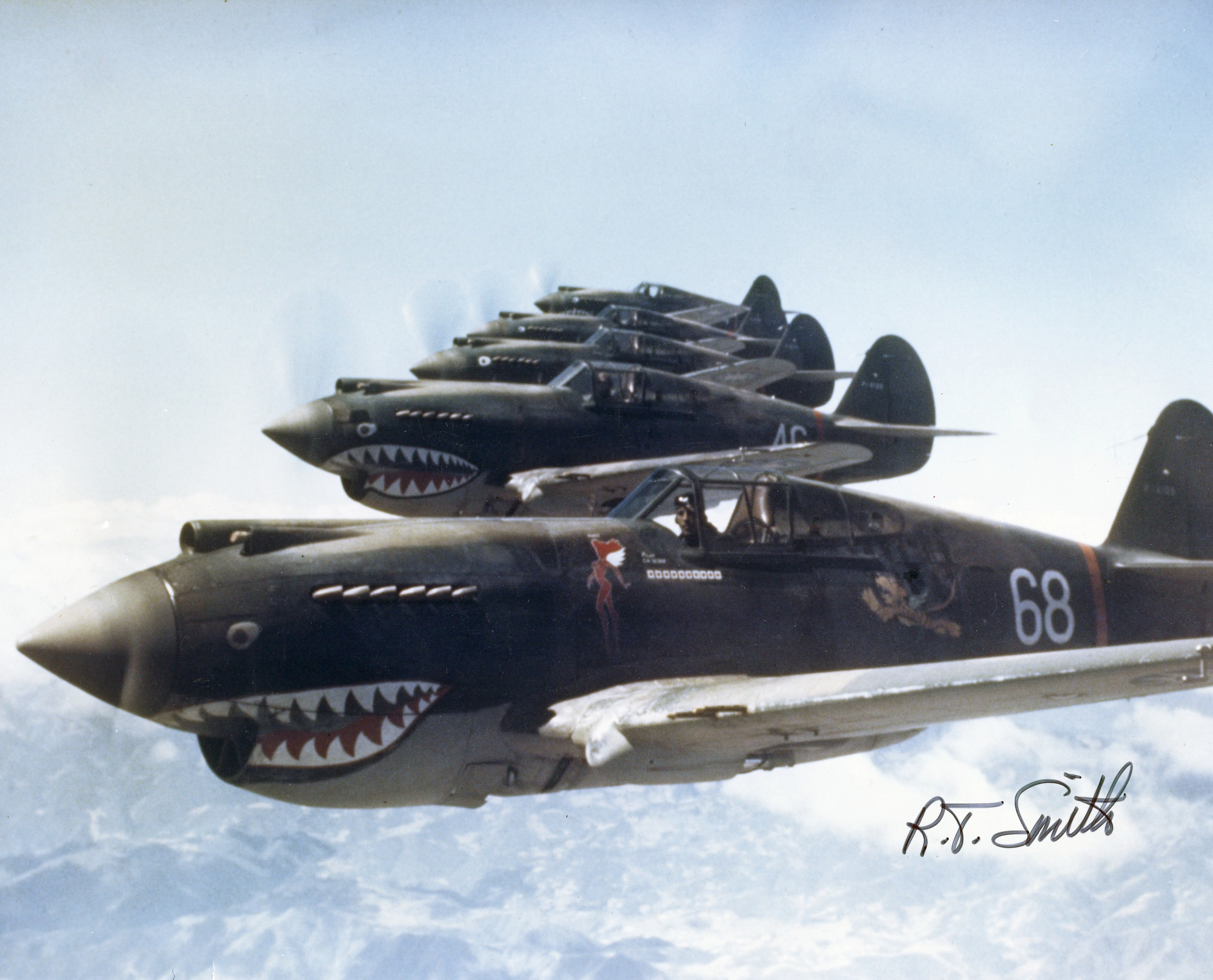
1942년 AVG 조종사 로버트 T. 스미스가 촬영한 중국 상공의 플라잉 타이거스 제3비행대 헬스 엔젤스.

공식적으로 제1미국 자원군(AVG)으로 알려진 플라잉 타이거스는 미 해군, 해병대, 육군 항공병 및 지상 요원 중에서 모집된 중화민국 공군 소속 부대였다.
AVG 사령관 클레어 셔놀트는 1941년 말 버마에서 그의 항공기 승무원들이 조립한 상자형 B 모델을 받았고, 자동 밀폐 연료 탱크와 두 번째 날개 총을 추가하여 항공기가 B와 C 모델의 혼합형이 되었다. 그러나 조종사들은 이 기종을 별로 좋아하지 않았다. 추가 비행 거리를 위한 외부연료탱크가 없었고, 날개에 폭탄 걸이가 없었다. 셔놀트는 액체 냉각 엔진이 냉각 시스템에 총알 한 발만 맞아도 몇 분 안에 과열될 수 있기 때문에 전투에서 취약하다고 생각했다. 토마호크에는 라디오도 없어서 AVG는 파이퍼 컵을 위해 만들어진 깨지기 쉬운 RCA-7-H 무전기를 임시로 설치했다. 항공기에는 단일 단계 저고도 슈퍼차저가 있었기 때문에 유효 고도는 약 25,000 피트 (7,600 m)였다. 가장 중요한 문제는 예비 부품 부족이었다. 유일한 공급원은 손상된 항공기에서 얻는 것이었다. 이 항공기들은 아무도 원하지 않는 버려진 기종으로, 위험하고 조종하기 어렵다고 여겨졌다. 그러나 조종사들은 일부 항공기 기능에 대해서는 만족했다. 조종사의 머리와 등 뒤에는 두꺼운 강철판이 있어 견고한 보호를 제공했고, 전반적으로 항공기들은 견고하게 제작되었다.
일본 전투기와 비교했을 때, P-40B의 강점은 견고하고, 무장이 잘 되어 있으며, 급강하 속도가 빠르고, 뛰어난 롤율을 가지고 있다는 것이었다. P-40은 일본 육군 항공대의 나카지마 Ki-27과 1식 전투기, 그리고 훨씬 더 유명한 해군 전투기 0식 함상전투기의 저속, 선회 공중전 기동성을 따라잡을 수는 없었지만, 고속에서는 P-40이 충분히 대적할 수 있었다. 셔놀트는 조종사들에게 P-40의 특정한 성능 우위를 활용하도록 훈련시켰다. 예를 들어 P-40은 초기 전쟁 기간의 어떤 일본 전투기보다도 급강하 속도가 빨랐으며, 이른바 "붐 앤 줌" 전술을 활용할 수 있었다. AVG는 매우 성공적이었고, 그들의 업적은 활발한 국제 언론인들에 의해 널리 홍보되어 본국의 침체된 대중 사기를 고양시켰다. 공식 기록에 따르면, 단 6+1⁄2개월 만에 플라잉 타이거스는 공대공 전투에서 단 4대만을 잃고 297대의 적기를 격추했다.
1942년 초, AVG는 소수의 E 모델을 받았다. 각 기종은 라디오, 6정의 .50구경 기관총, 그리고 35파운드 파편 폭탄을 담을 수 있는 보조 폭탄 걸이를 갖추고 있었다. 셔놀트의 무장병은 중국에 풍부했던 570파운드 러시아 폭탄을 장착할 수 있는 동체 하부 폭탄 걸이를 추가했다. 이 항공기들은 1942년 5월 말 땅륀강 계곡 전투에서 일본군이 버마에서 중국으로 진입하여 쿤밍을 위협하는 것을 막는 데 사용되었다. 그러나 예비 부품은 여전히 부족했다. "수많은 새 비행기들이... 이제 인도에 있었고, 일본이 침공하기로 결정할 경우를 대비해 그곳에 머물렀다... AVG는 일상적인 전쟁을 수행하기 위해 몇 개의 타이어와 스파크 플러그를 얻을 수 있었던 것만으로도 운이 좋았다."

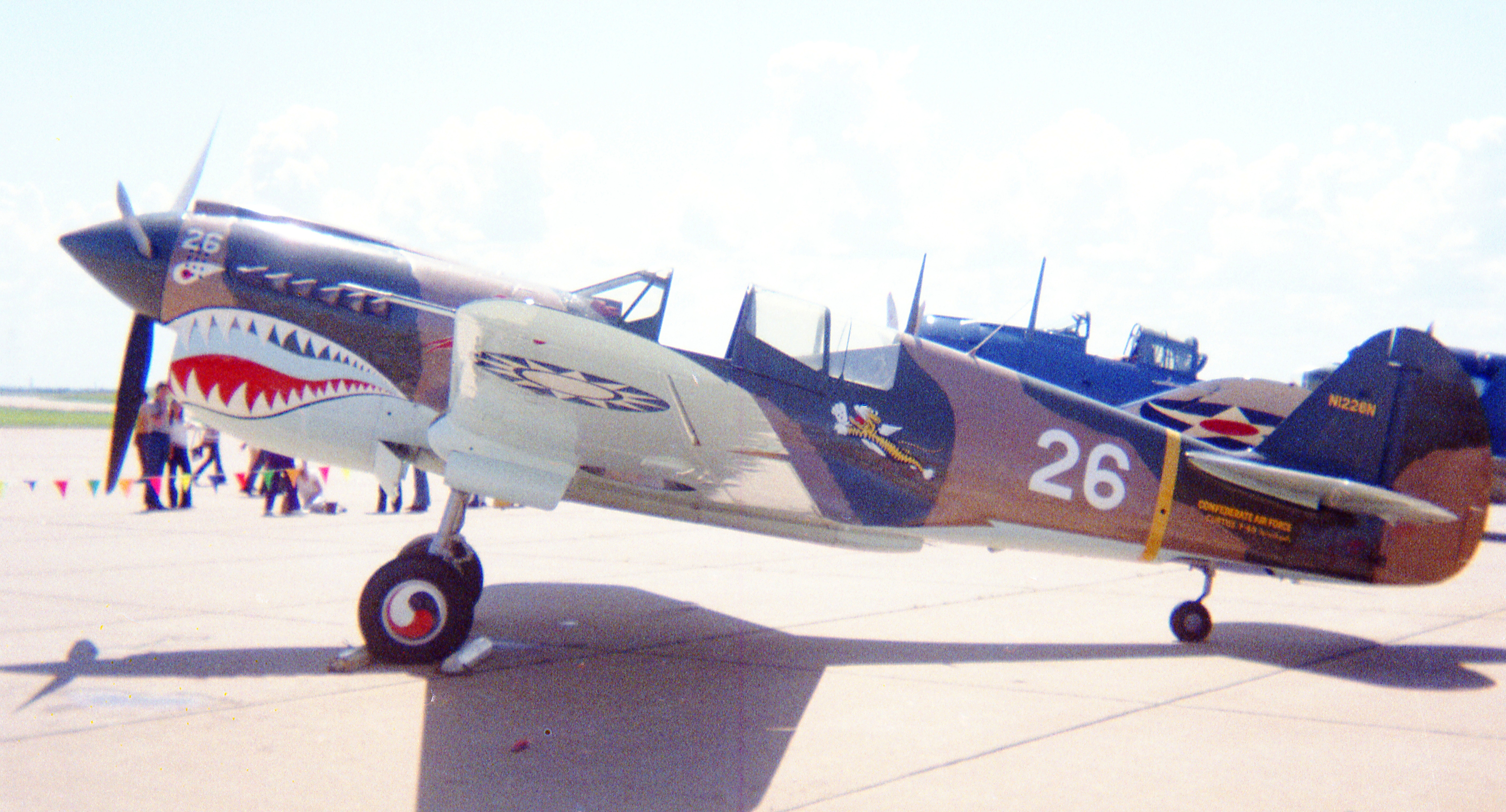
1969년 그레이터 사우스웨스트 국제공항 (일명 아몬 카터 비행장), 텍사스 태런트 카운티에서 열린 남부연합 공군 에어쇼에서, 미국 자원군(AVG)의 마킹으로 복원된 P-40N 워호크 N1226N.

#### 제4공군단
중국은 1943년 초에 27대의 P-40E 모델을 받았다. 이 기종들은 제4공군단의 비행대대에 배치되었다.

### 미국 육군 항공대

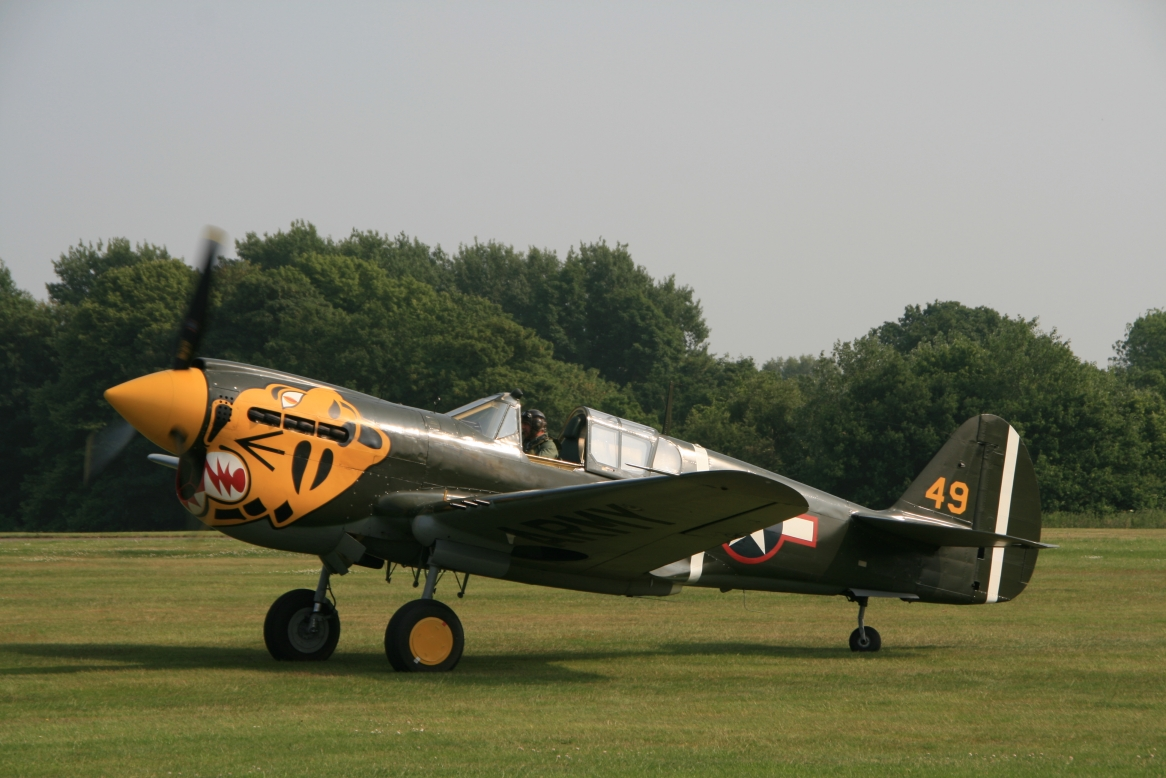
알류샨 "타이거" 마킹이 된 P-40K 42–10256.

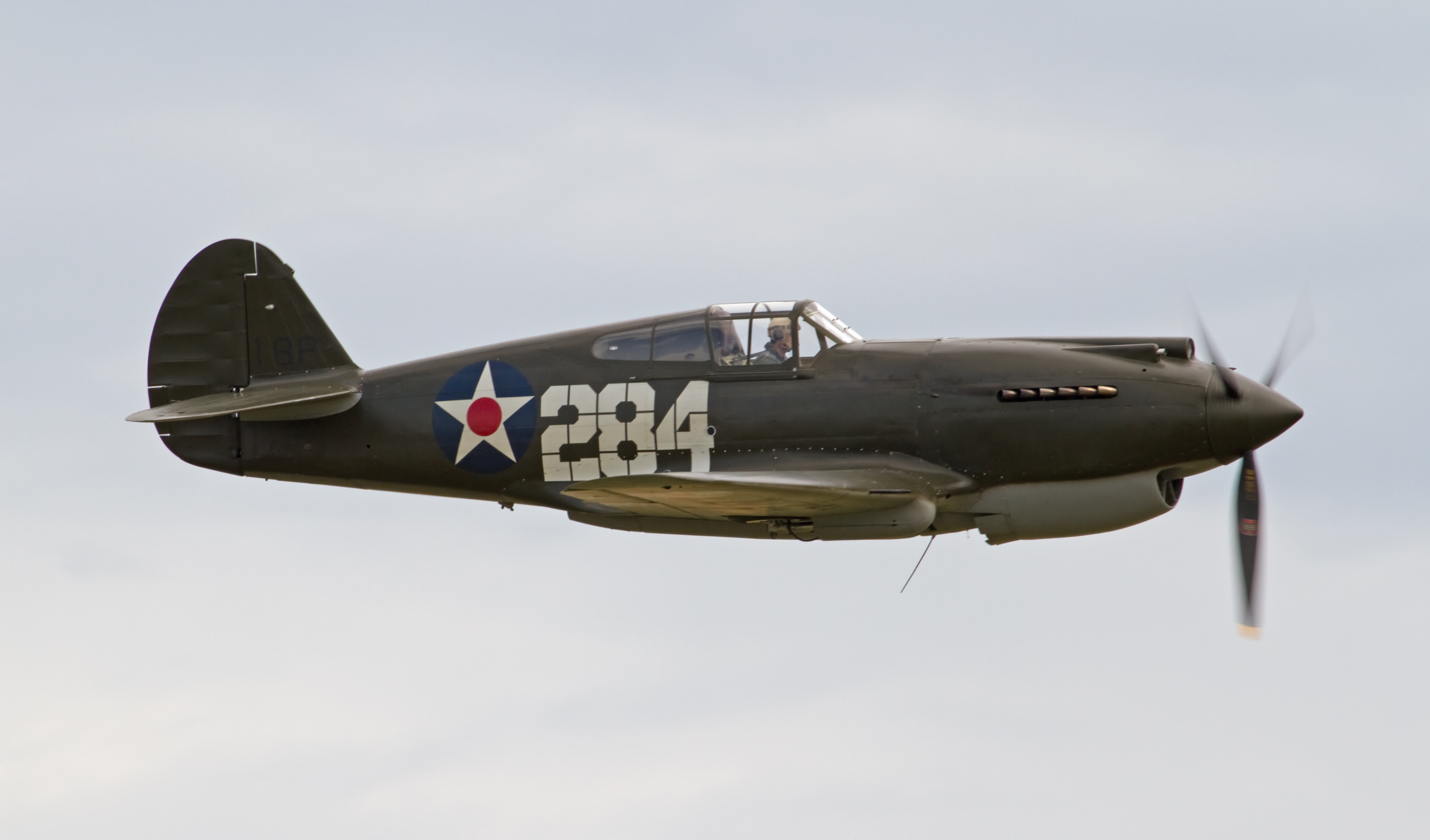
2011년 닥스포드에 있는 P-40B G-CDWH. 이 기종은 전 세계에서 유일하게 비행 가능한 P-40B이며, 진주만 공격에서 살아남은 유일한 기종이다.

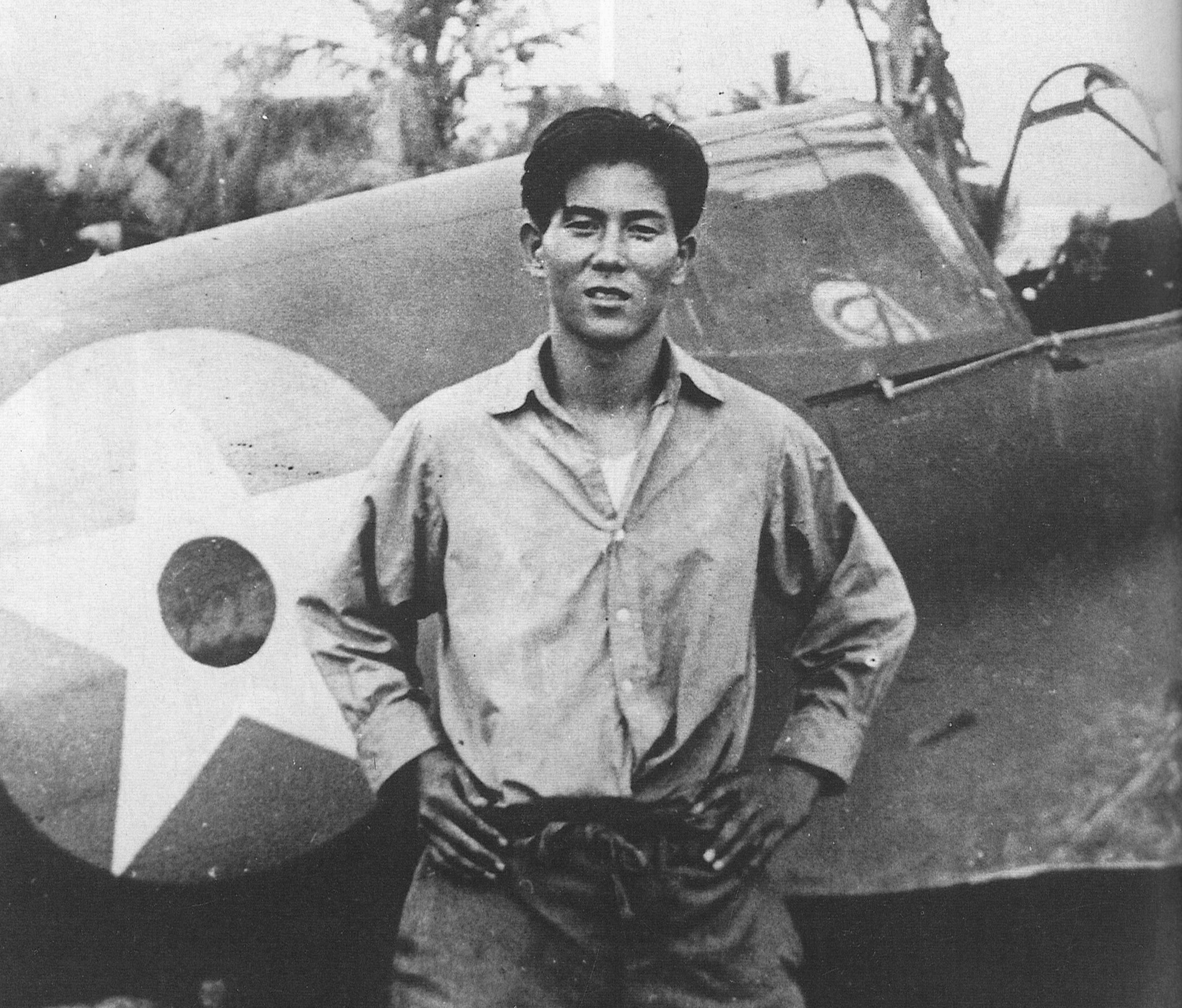
1942년 네덜란드령 동인도에서 사사이 준이치와 포획된 P-40B

총 15개의 미국 육군 항공대 추격/전투 그룹 (FG)과 기타 추격/전투 비행대대 및 소수의 전술 정찰 (TR) 부대가 1941년부터 1945년까지 P-40을 운용했다. 벨 P-39 에어라코브라의 경우와 마찬가지로, 많은 미국 육군 항공대 장교들은 P-40을 예외적이라고 생각했지만, 점차 록히드 P-38 라이트닝, P-47 선더볼트 및 노스아메리칸 P-51 머스탱으로 대체되었다. 1942년에서 1943년 사이에 미국 육군 항공대의 전투기 작전의 대부분은 P-40과 P-39가 담당했다. 태평양에서 이 두 전투기는 미국 해군의 그러먼 F4F 와일드캣과 함께 이 중요한 시기 동안 일본 공군의 힘을 무너뜨리는 데 다른 어떤 미국 기종보다도 더 큰 기여를 했다.

#### 태평양 전선

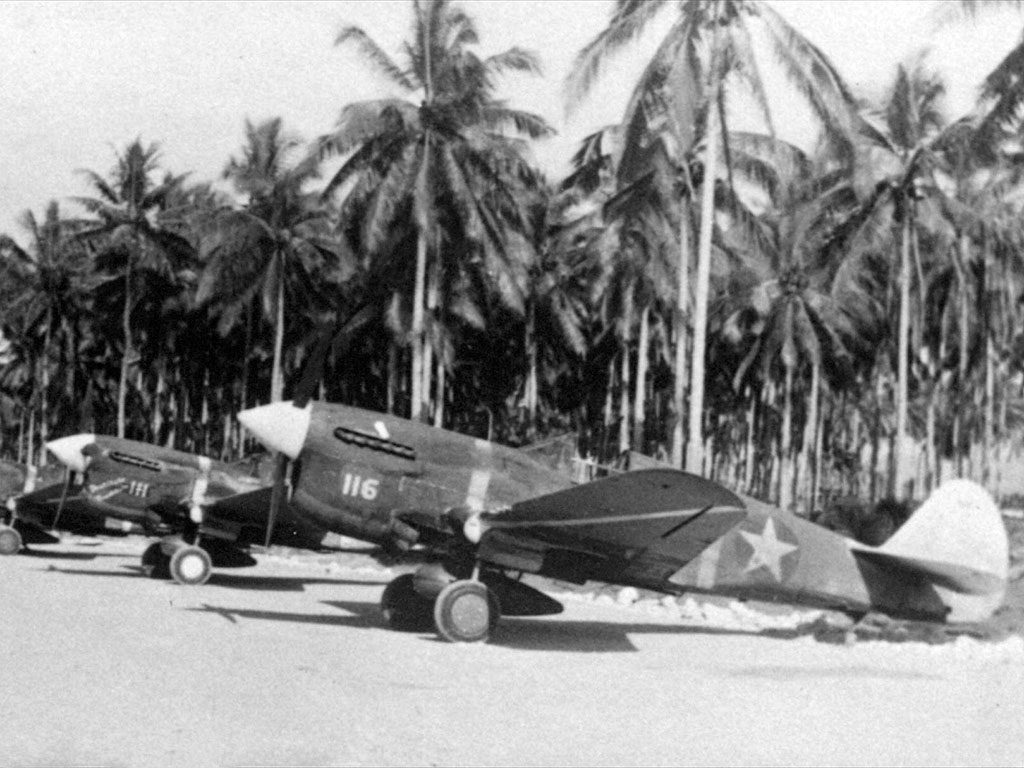
1943년 중반까지 미국 육군 항공대는 P-40F (사진)를 단계적으로 퇴역시키고 있었다. 가장 가까운 두 항공기 "화이트 116"과 "화이트 111"은 당시 솔로몬 제도 과달카날섬에 위치한 AirSols 소속 44th FS의 1Lt 헨리 E. 매슨과 1Lt 잭 A. 베이드 에이스가 조종했다.

P-40은 1941년에서 1942년 동안 남서태평양 전구 및 태평양 전구의 주요 미국 육군 항공대 전투기였다. 진주만 공격과 필리핀에서 미국 육군 항공대 P-40 비행대대는 각각 일본 전투기인 0식 함상전투기와 1식 전투기에 의해 지상과 공중에서 막대한 손실을 입었다. 진주만 공격 당시 대부분의 미국 육군 항공대 전투기는 P-40B였으며, 이들 중 대부분은 파괴되었다. 그러나 소수의 P-40이 공중에 떠올라 여러 일본 항공기를 격추하는 데 성공했으며, 특히 조지 웰치와 케네스 테일러의 활약이 두드러졌다.
네덜란드령 동인도 전역에서 필리핀에서 철수한 미국 육군 항공대 조종사들로 구성된 제17추격비행대 (임시)는 P-40 17대를 잃고 일본 항공기 49대를 격추했다고 주장했다. 수상기 모함 USS 랭글리 (CV-1)는 자와섬 칠라짭으로 P-40을 수송하던 중 일본 항공기에 의해 침몰되었다. 솔로몬 제도 전역 및 뉴기니 전역과 호주 공중 방어에서 개선된 전술과 훈련은 미국 육군 항공대가 P-40의 강점을 더 잘 활용할 수 있도록 했다. 항공기 피로, 예비 부품 부족 및 교체 문제로 인해 미 제5공군과 오스트레일리아 왕립 공군은 1942년 7월 30일에 P-40 공동 관리 및 교체 풀을 만들었으며, 많은 P-40이 공군 간에 오갔다.
제49전투비행단은 전쟁 초부터 태평양에서 작전에 참여했다. 로버트 드해븐은 49전투비행단에서 P-40으로 10킬 (총 14킬)을 기록했다. 그는 P-40을 P-38과 비교하며 다음과 같이 평가했다.
"현명하게 비행하면 P-40은 매우 유능한 항공기였다. [그것은] P-38보다 선회 능력이 뛰어났는데, 일부 조종사들은 두 항공기 사이를 전환할 때 이 사실을 깨닫지 못했다. [...] 진짜 문제는 항속거리 부족이었다. 일본군을 밀어붙이면서 P-40 조종사들은 서서히 전쟁에서 제외되었다. 그래서 P-38로 전환했을 때, P-40이 열등한 전투기라고 [믿지 않았다]. 하지만 P-38이 적에게 도달할 수 있게 해줄 것이라는 것을 알았기 때문에 전환했다. 나는 전투기 조종사였고 그것이 내가 해야 할 일이었다."
8, 15, 18, 24, 49, 343, 347 비행단/전투비행단은 1941년에서 1945년 사이에 태평양 전역에서 P-40을 비행했으며, 대부분의 부대는 1943년에서 1944년부터 P-38로 전환했다. 1945년, 71정찰비행단은 필리핀 지상 작전 중 P-51을 인도받기 전까지 P-40을 무장 전방항공통제기로 사용했다. 그들은 655회의 공중 승리를 주장했다.
일반적인 통념과는 달리, 충분한 고도에서는 P-40이 0식 함상전투기 및 다른 일본 전투기들과 선회전이 가능했는데, 이는 기수를 아래로 내리는 수직 선회와 뱅크 선회를 결합한 로우 요요라는 기술을 사용했다. 로버트 드해븐은 49전투비행단에서 이 전술이 어떻게 사용되었는지 설명한다.
[Y]ou could fight a Jap on even terms, but you had to make him fight your way. He could outturn you at slow speed. You could outturn him at high speed. When you got into a turning fight with him, you dropped your nose down so you kept your airspeed up, you could outturn him. At low speed he could outroll you because of those big ailerons ... on the Zero. If your speed was up over 275, you could outroll [a Zero]. His big ailerons didn't have the strength to make high speed rolls... You could push things, too. Because ... [i]f you decided to go home, you could go home. He couldn't because you could outrun him. [...] That left you in control of the fight.

#### 중국-버마-인도 전선
미국 육군 항공대와 중국 P-40 조종사들은 1식 전투기, 2식 단좌전투기("도조"), 0식 함상전투기와 같은 많은 일본 기종에 맞서 이 전역에서 훌륭한 성능을 발휘했다. P-40은 중국-버마-인도 전역 (CBI)에서 1944년까지 사용되었으며, 중국에서 비행하는 일부 미국 조종사들은 P-51 머스탱보다 P-40을 선호했다고 한다. 미국 자원군(플라잉 타이거스)은 1942년 6월 미국 육군 항공대 제23전투비행단에 통합되었다. 이 부대는 1944년까지 신형 P-40 모델을 계속 비행하며 높은 격추-손실 비율을 달성했다.
1942년 5월 땅륀강 계곡 전투에서 AVG는 날개에 6개의 35파운드 파편 폭탄을 장착할 수 있는 P-40E 모델을 사용했으며, 셔놀트의 무장병은 중국이 대량 보유한 러시아제 570파운드 폭탄을 운반할 수 있는 동체 하부 폭탄 걸이를 개발했다.
CBI에 AVG 이후 도착한 10공군 및 14공군 부대들은 P-40으로 계속 좋은 성과를 거두었으며, 해당 전역에서 적 항공기 격추의 64.8%에 해당하는 973대를 격추했다고 주장했다. 항공 역사가 칼 몰스워스는 "...P-40은 버마와 중국 상공을 완전히 지배했다. 그들은 1942년에 자유 중국, 북부 버마 및 아삼 계곡 상공에서 제공권을 확립했으며, 결코 그것을 포기하지 않았다"고 말했다. 3, 5, 23, 51, 80전투비행단과 10TRC는 CBI에서 P-40을 운용했다. CBI P-40 조종사들은 이 항공기를 전투폭격기로 매우 효과적으로 사용했다. 특히 80전투비행단은 B-40 (1,000파운드 고폭탄을 실은 P-40)을 사용하여 교량과 교량 수리 인력을 파괴했으며, 때로는 한 발의 폭탄으로 목표물을 완전히 파괴했다. CBI에서 P-40을 비행하면서 에이스가 된 미국 조종사는 최소 40명이었다.

#### 유럽 및 지중해 전선

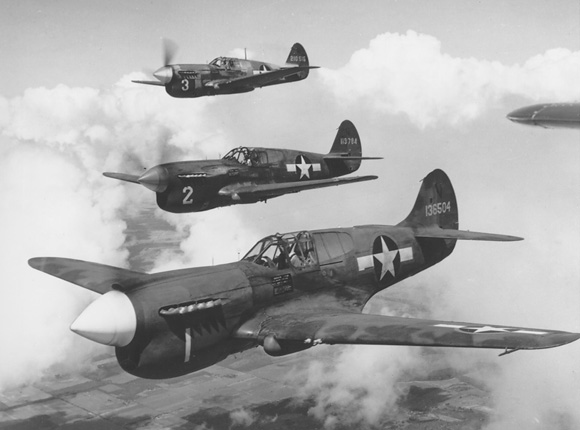
위에서 아래로: P-40L, P-40F, P-40K 워호크

1942년 8월 14일, 제2차 세계 대전 중 미국 육군 항공대 부대에 의한 독일 항공기 격추가 P-40C 조종사에 의해 처음으로 확인되었다. 제33전투비행대 소속 조지프 D. 셰퍼 2위는 아이슬란드 레이캬비크에 있는 자신의 기지 상공을 비행하던 포케불프 Fw 200 콘도르C-3 해상 초계기를 요격했다. 셰퍼는 Fw 200에 손상을 입혔고, 이 항공기는 P-38F에 의해 격추되었다. 워호크는 제33전투비행단, 제57전투비행단, 제58전투비행단, 제79전투비행단, 제324전투비행단, 제325전투비행단을 포함한 미국 육군 항공대 부대에 의해 지중해 및 중동 전역에서 광범위하게 사용되었다. P-40은 지중해 전역에서 막대한 손실을 입었지만, 많은 미국 육군 항공대 P-40 부대는 추축국 항공기에 대해 높은 격추-손실 비율을 달성했다. 324전투비행단은 지중해 전역에서 2:1 이상의 비율을 기록했다. 총 23명의 미국 조종사들이 P-40으로 지중해 전역에서 에이스가 되었으며, 대부분 1943년 상반기에 달성했다.
제57전투비행단 소속 P-40 조종사들은 1942년 7월부터 사막 공군 키티호크 비행대대에 배속되어 지중해 전역에서 처음으로 작전을 개시했다. 제57전투비행단은 또한 1943년 4월 18일 "팜 선데이 학살"에 관련된 주요 부대였다. 울트라 신호 해독을 통해 대규모의 융커스 Ju 52 수송기가 독일 및 이탈리아 전투기의 호위를 받으며 지중해를 건너려는 계획이 드러났다. 16시 30분부터 18시 30분까지, 그룹의 모든 비행단은 적 공수송기에 대한 집중적인 노력에 참여했다. 4개 키티호크 비행단 중 3개는 제57전투비행단이 100대 이상의 적 수송기를 목격하기 전에 순찰 지역을 떠났으며, 74대의 항공기를 파괴했다. 그룹은 해당 지역에서 마지막으로 작전했으며, 대규모 Bf 109, Bf 110 및 마키 C.202의 호위를 받는 Ju 52를 요격했다. 그룹은 Ju 52 58대, Bf 109 14대, Bf 110 2대를 격추했다고 주장했으며, 여러 대의 가능성이 있는 격추 및 손상된 항공기를 기록했다. 추축국 항공기 중 20대에서 40대는 격추를 피하기 위해 카프 봉 주변 해변에 착륙했으며, 연합군 전투기 6대가 손실되었고, 그 중 5대는 P-40이었다.
4월 22일, 플랙스 작전에서 유사한 P-40 부대가 II./JG 27의 Bf 109 7대의 호위를 받는 14대의 메서슈미트 Me 323 기간트("자이언트") 6발 수송기 편대를 공격했다. 모든 수송기가 격추되었고, P-40 3대를 잃었다. 제57전투비행단은 1944년 초까지 커티스 전투기를 장비했으며, 이 기간 동안 최소 140대의 공대공 격추를 기록했다. 1943년 2월 23일, 횃불 작전 중 제58전투비행단 조종사들은 항공모함 USS 레인저에서 P-40L 75대를 프랑스령 모로코 카사블랑카 근처에 새로 점령된 비시 프랑스 비행장 카자스로 날아갔다. 항공기는 제33전투비행단에 공급되었고 조종사들은 재배치되었다.
제325전투비행단("체커테일 클랜"으로 알려짐)은 지중해 전역에서 P-40을 비행했으며, 1943년 4월부터 10월까지 최소 133대의 공대공 격추를 기록했는데, 이 중 95대는 Bf 109, 26대는 마키 C.202였으며, 전투 중 P-40 17대를 잃었다. 제325전투비행단 역사학자 캐롤 캐스카트는 다음과 같이 썼다.
7월 30일, 제317비행대 [전투비행대]의 P-40 20대가 사르데냐 상공으로 전투기 공습을 위해 이륙했다. 섬 서쪽 상공을 남쪽으로 비행하기 위해 선회할 때, 그들은 사사리 (사르데냐) 근처에서 공격을 받았다... 공격 부대는 25대에서 30대의 Bf 109와 마키 C.202로 구성되어 있었다... 짧고 격렬한 전투가 발생했을 때... [제317비행대는] 적기 21대를 격추했다고 주장했다.— 캐스카트

캐스카트는 로버트 세더버그 중위가 5대의 Bf 109의 공격을 받고 있는 전우를 도왔고, 최소 한 대의 독일 항공기를 격추했으며, 최대 5대를 격추했을 수도 있다고 썼다. 세더버그는 격추되어 전쟁 포로가 되었다.
유명한 아프리카계 미국인 부대인 제99전투비행대, "터스키기 에어맨" 또는 "레드테일"로 더 잘 알려진 이 부대는 미국 내 훈련과 지중해 전역에서의 초기 8개월 동안 P-40을 비행했다. 1943년 6월 9일, 그들은 판텔레리아, 이탈리아 상공에서 적기와 교전한 최초의 아프리카계 미국인 전투기 조종사가 되었다. 윌리 애슐리 주니어 중위에 의해 포케불프 Fw 190 1대가 손상된 것으로 보고되었다. 7월 2일, 비행대대는 찰스 홀 대위에 의해 격추된 Fw 190으로 첫 확인된 격추를 주장했다. 99전투비행대는 1944년 2월까지 P-40으로 계속 득점을 올리다가 P-39와 P-51 머스탱이 배정되었다.
대폭 경량화된 P-40L은 지중해 전역에서 주로 미국 조종사들이 가장 많이 사용했다. 많은 미국 조종사들은 성능 향상을 위해 P-40을 더욱 경량화했으며, 종종 날개 총 두 정 이상을 제거하여 롤율을 개선했다.

### 오스트레일리아 왕립 공군

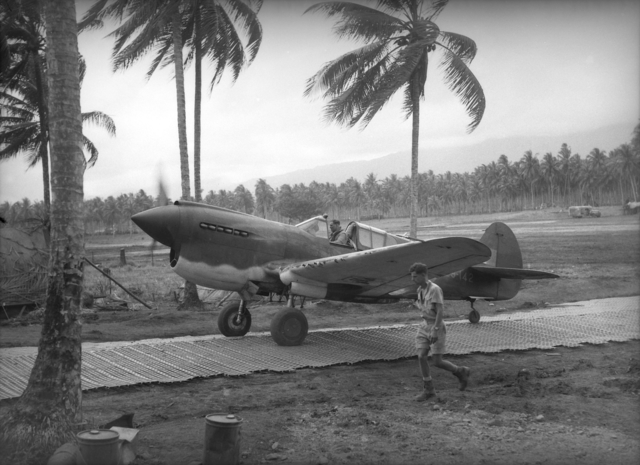
1942년 9월 뉴기니섬 밀른 만에서 마스턴 매팅을 따라 활주하는 제76비행대 사령관 키스 트러스콧 에이스가 조종하는 P-40E-1.

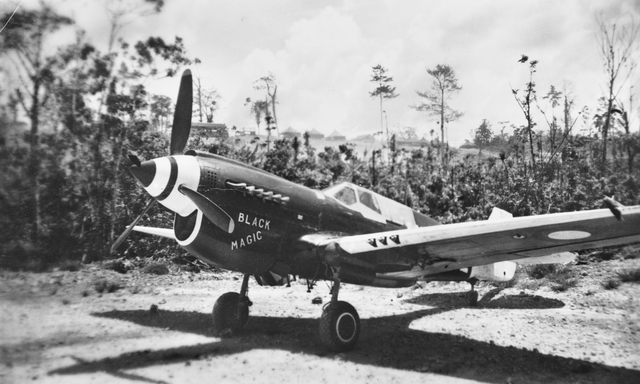
P-40N-15 "블랙 매직",
제78비행대 RAAF
F/L 데니스 베이커는 1944년 6월 10일 이 전투기에서 뉴기니 상공에서 RAAF의 마지막 공중 승리를 기록했다. 이후 이 전투기는 W/O 렌 워터스가 조종했다. 꼬리 날개에 있는 짙은 파란색 팁은 78비행대를 식별하는 데 사용되었다.

키티호크는 제2차 세계 대전에서 RAAF가 스피트파이어보다 더 많이 사용한 주력 전투기였다. 사막 공군에서 복무하는 RAAF의 두 비행대대, 제3비행대와 제450비행대는 P-40을 배정받은 최초의 호주 부대였다. 다른 RAAF 조종사들은 해당 전역에서 RAF 또는 남아프리카 공군 P-40 비행대대에서 복무했다.
많은 RAAF 조종사들이 P-40으로 높은 점수를 기록했다. 최소 5명이 "더블 에이스" 지위에 도달했다: 클라이브 콜드웰, 니키 바러, 존 로이드 와디, 밥 휘틀 (각 11킬)과 보비 기브스 (10킬)는 중동, 북아프리카 및 뉴기니 전역에서 활약했다. 총 18명의 RAAF 조종사들이 P-40을 비행하면서 에이스가 되었다.
니키 바러는 많은 호주 조종사들처럼 P-40을 신뢰할 수 있는 기종으로 여겼다. "키티호크는 나에게 친구가 되었다. 그것은 종종 곤경에서 벗어날 수 있게 해주는 아주 유능한 기종이었다. 정말 대단한 전마였다."
북아프리카에서 가장 치열한 전투가 벌어지던 동시에 태평양 전쟁도 초기 단계였으며, 호주에 있는 RAAF 부대에는 적절한 전투기가 전혀 없었다. 스피트파이어 생산은 유럽 전쟁에 흡수되고 있었고, P-38은 시험되었지만 구하기 어려웠다. 머스탱은 아직 어떤 비행대대에도 도달하지 못했고, 호주의 작고 미숙한 항공 산업은 더 큰 항공기를 생산하는 데 집중되어 있었다. 원래 미 극동 공군 필리핀에 배치될 예정이었으나 일본 해군 활동으로 인해 호주로 전환된 미국 육군 항공대 P-40과 조종사들은 상당수 도착한 최초의 적절한 전투기였다. 1942년 중반까지 RAAF는 일부 미국 육군 항공대 교체분을 확보할 수 있었다.
RAAF 키티호크는 남서태평양 전구에서 결정적인 역할을 했다. 그들은 태평양 전쟁의 중요한 초기 몇 년 동안 최전선에서 전투기로 싸웠으며, P-40의 내구성과 폭탄 운반 능력(1,000 lb/454 kg)은 지상 공격 역할에도 이상적이었다. 모르즈비 항 전투에서 RAAF 제75비행대는 다양한 유형의 일본 항공기 33대를 파괴하거나 손상시켰으며, 30대 이상은 격추 가능성이 있는 것으로 나타났다. 헨리 아놀드 장군은 제75비행대에 대해 다음과 같이 말했다. "일본과의 전체 공중전에서의 승리는 1942년 초 포트모르즈비의 먼지투성이 활주로에서 일어난 행동으로 거슬러 올라갈 수 있다." 예를 들어, 제75비행대와 제76비행대는 밀른 만 전투에서 일본 항공기를 격퇴하고 호주 보병에게 효과적인 근접 항공 지원을 제공하여 일본의 경전차 및 해상력 우위를 무력화하는 데 결정적인 역할을 했다. 키티호크는 전투 중에 "거의 200,000발의 0.5인치 탄약"을 발사했다.
남서태평양에서 키티호크를 가장 많이 사용한 RAAF 부대는 75, 76, 77, 78, 80, 82, 84 및 86 비행대대였다. 이 비행대대들은 주로 뉴기니 및 보르네오 전역에서 작전을 수행했다.
1945년 말, 남서태평양의 RAAF 전투 비행대대들은 P-51D로 전환하기 시작했다. 그러나 키티호크는 전쟁이 끝날 때까지 보르네오에서 RAAF와 함께 사용되었다. 총 841대의 키티호크 (북아프리카에서 사용된 영국 주문분 제외)가 RAAF에 인수되었으며, 이 중 163대의 P-40E, 42대의 P-40K, 90대의 P-40M, 553대의 P-40N 모델이 포함되었다. 또한 RAAF는 남서태평양의 네덜란드령 동인도 제120비행대 (호주-네덜란드 합동 부대)에서 사용하기 위해 67대의 키티호크를 주문했다. P-40은 1947년 RAAF에서 퇴역했다.

### 캐나다 왕립 공군

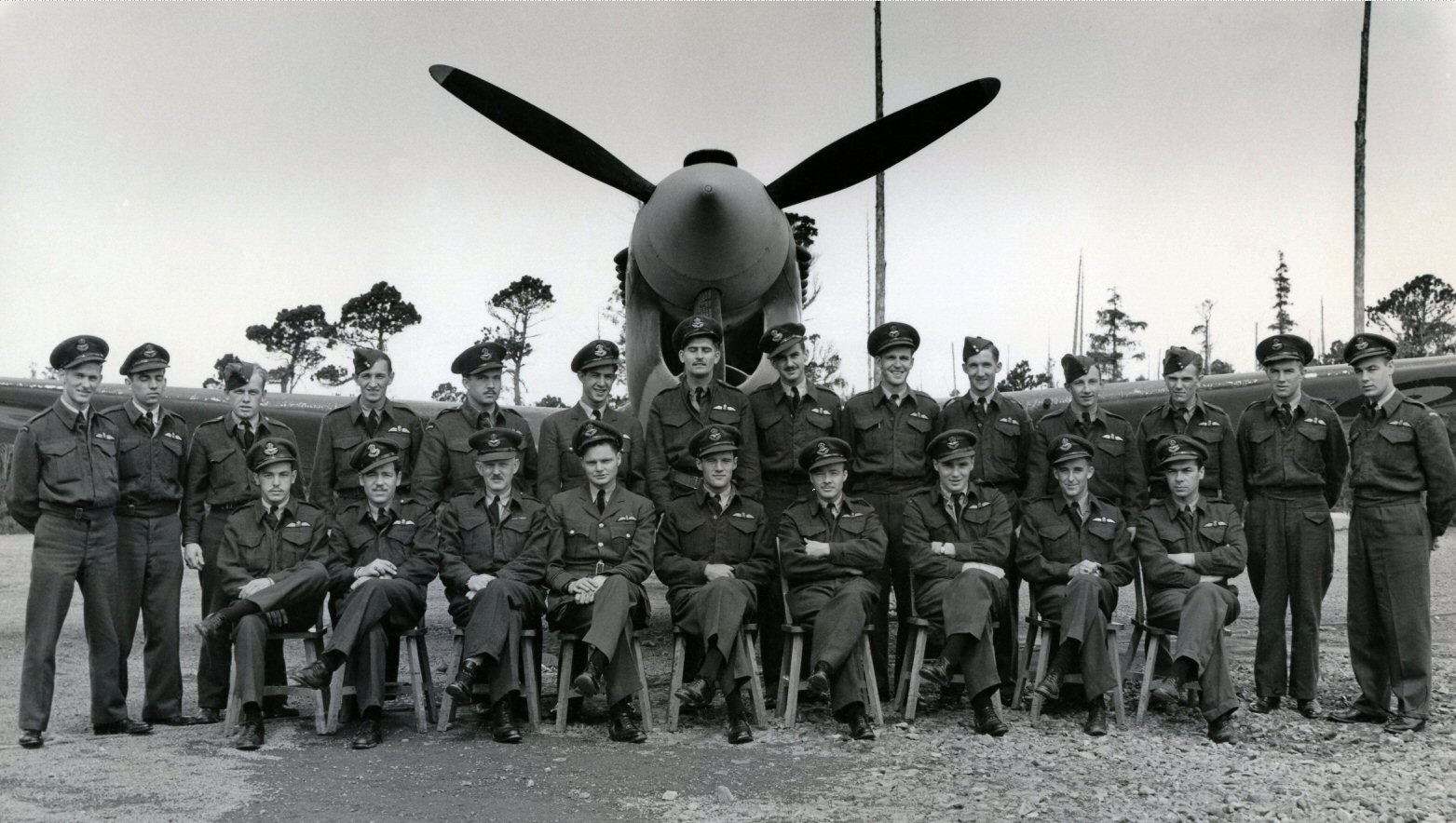
1943년 시 아일랜드에서 단체 사진을 찍는 캐나다 왕립 공군 제118비행대 키티호크 조종사들.

총 13개 캐나다 왕립 공군 부대가 북서유럽 또는 알래스카 전역에서 P-40을 운용했다.
1940년 5월 중순, 캐나다와 미국 장교들은 캐나다 왕립 공군 업랜즈, 오타와에서 XP-40과 스피트파이어의 비교 시험을 지켜보았다. 스피트파이어가 더 좋은 성능을 보인 것으로 평가되었지만, 캐나다에서는 사용할 수 없었으며, P-40은 본토 방공 요구 사항을 충족하기 위해 주문되었다. 총 8개 본토 전쟁 병력 비행대대가 키티호크를 장비했다: 키티호크 I 72대, 키티호크 Ia 12대, 키티호크 III 15대, 키티호크 IV 35대 등 총 134대였다. 이 항공기들은 대부분 캐나다에서의 운용을 위해 영국 공군의 무기대여법 주문에서 전환되었다. P-40 키티호크는 원래 캐나다에 할당되었지만 영국 공군으로 재할당된 144대의 벨 P-39 에어라코브라 대신 확보되었다.
그러나 어떤 본토 부대도 P-40을 받기 전에 3개 캐나다 왕립 공군 Article XV squadron 비행대대가 영국에 기반을 둔 토마호크 항공기를 운용했다. 전투기 부대인 캐나다 왕립 공군 제403비행대대는 스피트파이어로 전환하기 전에 토마호크 Mk II를 잠시 사용했다. 두 개의 육군 협력 (근접 항공 지원) 비행대대인 400비행대대와 414비행대대는 토마호크로 훈련한 후 머스탱 Mk. I 항공기로 전환하여 전투기/정찰 역할을 수행했다. 이 중 제400비행대대만이 1941년 후반 프랑스 상공에서 여러 차례 무장 정찰을 수행하며 토마호크를 작전상 사용했다. 캐나다 왕립 공군 조종사들은 북아프리카, 지중해, 동남아시아 및 (최소 한 번) 남서 태평양에 기반을 둔 다른 영연방 부대와 함께 토마호크 또는 키티호크를 비행하기도 했다.
1942년, 일본 제국 해군은 알류샨 열도의 애투섬과 키스카섬 두 섬을 알래스카주 해안에서 점령했다. 캐나다 왕립 공군 본토 방공 P-40 비행대대는 알류샨 열도 상공에서 미 육군 항공대를 지원하며 전투에 참여했다. 캐나다 왕립 공군은 처음에는 키티호크 I을 비행하는 제111비행대대를 아다크섬에 있는 미군 기지로 보냈다. 장기적인 전역 동안, 12대의 캐나다 키티호크는 키스카섬 남동쪽 75 mi (121 km)에 있는 새롭고 더 발전된 암치트카 기지에서 교대로 운용되었다. 제14비행대대와 제111비행대대는 이 기지에서 "교대"로 임무를 수행했다. 1942년 9월 25일 키스카에 있는 일본군 진지에 대한 대규모 공격 중, 켄 부머 비행대대장은 2식 수상전투기("루프") 수상기를 격추했다. 캐나다 왕립 공군은 또한 알류샨 열도에서 미 육군 항공대로부터 P-40K 12대를 직접 구매했다. 일본의 위협이 줄어들자 이 두 캐나다 왕립 공군 비행대대는 캐나다로 돌아왔고 결국 키티호크 없이 영국으로 이전되었다.
1943년 1월, 또 다른 Article XV 부대인 제430비행대대가 영국 RAF 하트포드 브릿지에서 편성되었고 구식 토마호크 IIA로 훈련했다. 이 비행대대는 1943년 중반 작전을 시작하기 전에 머스탱 I로 전환했다.
1945년 초, 캐나다 왕립 공군 패트리샤 베이 (브리티시컬럼비아주 빅토리아)에서 P-40N을 운용하던 캐나다 왕립 공군 제133비행대대 조종사들은 두 개의 일본 풍선 폭탄을 요격하여 파괴했는데, 이는 북미 본토에서 산불을 일으키도록 설계된 것이었다. 2월 21일, E. E. 맥스웰 비행 장교는 워싱턴주 서마스 산에 떨어진 풍선을 격추했다. 3월 10일, J. O. 패튼 비행 장교는 브리티시컬럼비아주 솔트스프링 아일랜드 근처에서 풍선을 파괴했다. 마지막 요격은 1945년 4월 20일, 애버츠퍼드에 있는 제135비행대대 소속 P.V. 브로듀어 비행 장교가 베더 산 상공에서 풍선을 격추했을 때 일어났다.
P-40을 운용한 캐나다 왕립 공군 부대는 전환 순서대로 다음과 같다.
- RAF의 직접 지휘 및 통제 하에 영국에서 복무하는 Article XV squadron 비행대대, RAF 소유 항공기 운용.
  - 제403비행대 (토마호크 IIA 및 IIB, 1941년 3월)
  - 제400비행대 (토마호크 I, IIA 및 IIB, 1941년 4월 – 1942년 9월)
  - 제414비행대 (토마호크 I, IIA 및 IIB, 1941년 8월 – 1942년 9월)
  - 제430비행대 (토마호크 IIA 및 IIB, 1943년 1월 – 1943년 2월)
- 본토 전쟁 병력 (HWE)의 작전 비행대대 (캐나다 주둔)
  - 제111비행대 (키티호크 I, IV, 1941년 11월 – 1943년 12월 및 P-40K, 1942년 9월 – 1943년 7월)
  - 제118비행대 (키티호크 I, 1941년 11월 – 1943년 10월)
  - 제14비행대 (키티호크 I, 1942년 1월 – 1943년 9월)
  - 제132비행대 (키티호크 IA & III, 1942년 4월 – 1944년 9월)
  - 제130비행대 (키티호크 I, 1942년 5월 – 1942년 10월)
  - 제163비행대 (키티호크 I & III, 1943년 10월 – 1944년 3월)
  - 제133비행대 (키티호크 I, 1944년 3월 – 1945년 7월) 및
  - 제135비행대 (키티호크 IV, 1944년 5월 – 1945년 9월).

### 뉴질랜드 왕립 공군

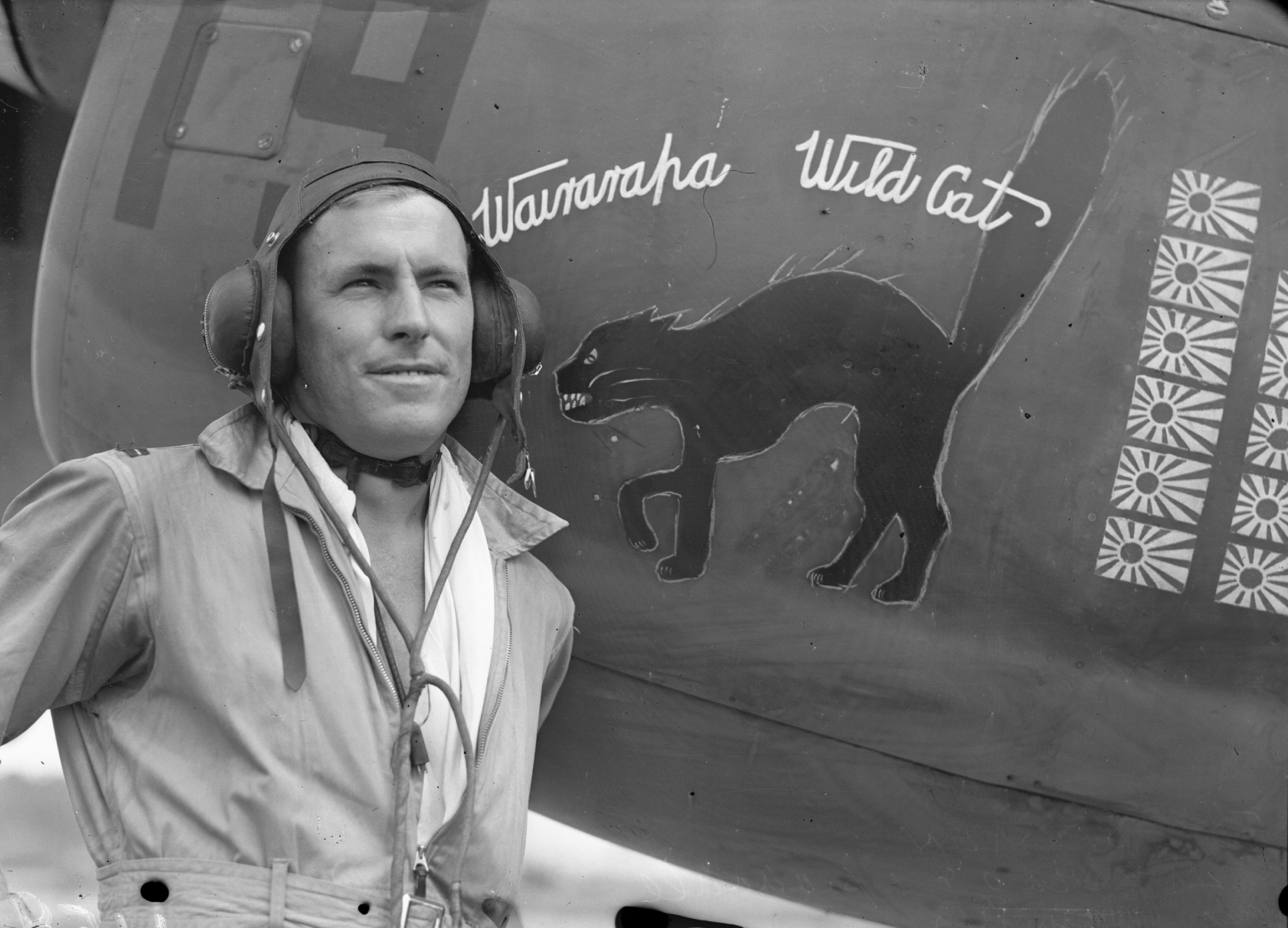
제프리 피스켄 비행장교가 그의 P-40, 와이라라파 와일드캣 (NZ3072/19) 앞에서.

일부 뉴질랜드 왕립 공군 (RNZAF) 조종사와 다른 공군 소속 뉴질랜드인들은 북아프리카와 이탈리아에서 DAF 비행대대에서 복무하며 영국 P-40을 비행했으며, 여기에는 에이스 제리 웨스텐라도 포함된다.
총 301대의 P-40이 무기대여법에 따라 RNZAF에 할당되어 태평양 전역에서 사용되었지만, 이 중 4대는 운송 중에 손실되었다. 이 항공기들은 제14비행대, 제15비행대, 제16비행대, 제17비행대, 제18비행대, 제19비행대 및 제20비행대에 배치되었다.
RNZAF P-40 비행대대는 1942년에서 1944년 사이에 일본군과의 공중전에서 성공적이었다. 그들의 조종사들은 P-40으로 100회의 공중 승리를 주장했고, 전투 중 20대의 항공기를 잃었다. 태평양에서 가장 높은 점수를 기록한 영국 영연방 에이스인 제프리 피스켄은 제15비행대대에서 P-40을 비행했지만, 그의 승리 중 절반은 브루스터 F2A 버펄로로 주장되었다.
RNZAF P-40 승리 중 압도적 다수는 일본 전투기, 주로 제로기를 상대로 기록되었다. 다른 승리에는 99식 함상폭격기("발") 급강하 폭격기가 포함되었다. 유일하게 확인된 쌍발 엔진 격추는 1943년 7월 피스켄에 의해 격추된 미쓰비시 Ki-21("샐리") (오인된 미쓰비시 G4M("베티"))였다.
1943년 후반과 1944년부터 RNZAF P-40은 지상 목표물에 대한 공격에 점차 많이 사용되었으며, 여기에는 해군 폭뢰를 임시 고용량 폭탄으로 혁신적으로 사용하는 것이 포함되었다. RNZAF의 마지막 최전선 P-40은 1944년 보우트 F4U 콜세어로 대체되었다. P-40은 고급 조종사 훈련기로 강등되었다.
격추된 20대와 폐기된 154대를 제외한 나머지 RNZAF P-40은 1948년 루쿠히아에서 대부분 폐기되었다.

### 소련

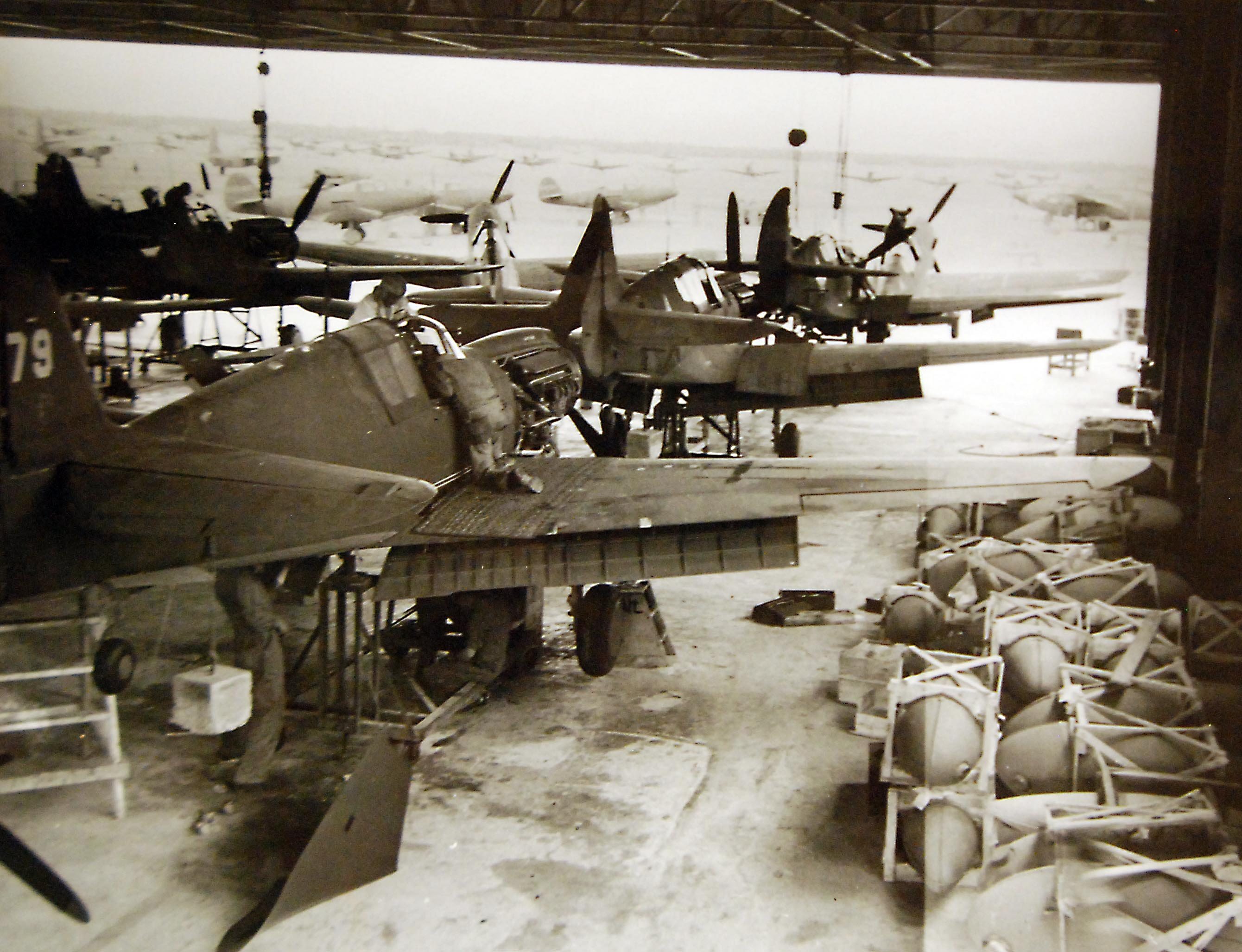
1943년 이란의 어딘가에서 소련으로 향하는 미국 전투기 조립 공장.

소련 공군과 소련 해군 항공대는 P-40을 "토마호크"와 "키티호크"라고 불렀다. 사실 커티스 P-40 토마호크/키티호크는 무기대여법 협정에 따라 소련에 공급된 최초의 연합국 전투기였다.
소련은 1941년에서 1944년 사이에 P-40B/C (영국 공군에서 토마호크 IIA/B에 해당) 247대와 P-40E, -K, -L, -N 모델 2,178대를 받았다. 토마호크는 영국과 미국에서 직접 선적되었으며, 이들 중 상당수는 기관총은 물론 엔진 하부 카울링조차 없는 불완전한 상태로 도착했다. 1941년 9월 말, 첫 P-40 48대가 소련에서 조립 및 점검되었다. 시험 비행 결과 발전기 및 오일 펌프 기어와 발전기 샤프트가 반복적으로 고장나는 등 일부 제조 결함이 발견되어 비상 착륙으로 이어졌다. 시험 보고서는 토마호크가 소련의 "M-105P 엔진 생산 전투기에 비해 속도와 상승률이 열등하다고 지적했다. 그러나 짧은 활주로 성능, 수평 기동성, 항속거리 및 체공 시간은 양호했다." 그럼에도 불구하고 토마호크와 키티호크는 독일군에 맞서 사용되었다. 서부 및 칼리닌 전선에서 싸우던 제126전투기항공연대 (IAP)가 P-40을 받은 최초의 부대였다. 이 연대는 1941년 10월 12일 작전에 돌입했다. 1941년 11월 15일까지 이 연대는 독일 항공기 17대를 격추했다. 그러나 스미르노프 중위는 P-40의 무장이 적진을 공습하는 데는 충분했지만 공중전에서는 비효율적이라고 지적했다. 다른 조종사 스테판 리드니 (소비에트 연방영웅)는 적기를 격추하려면 50~100미터(165~340 ft)에서 탄약 절반을 발사해야 한다고 말했다.

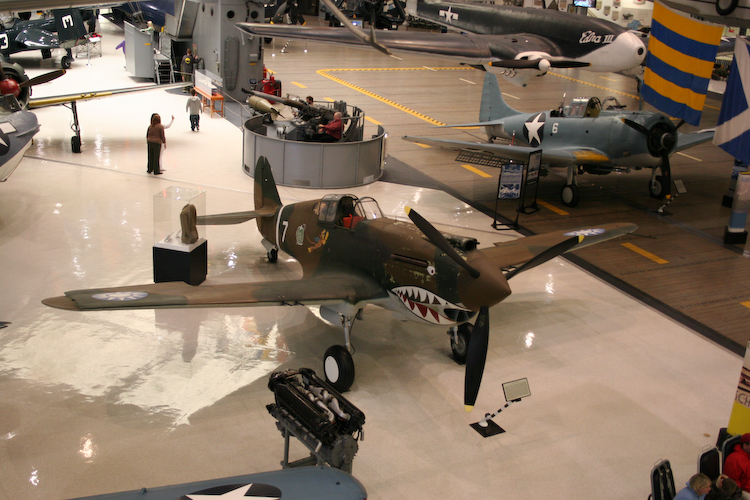
미 국립 해군 항공 박물관에 전시된 호크 81A-3/토마호크 IIb AK255는 플라잉 타이거스 색상으로 되어 있지만, 이들과 함께 운용되지는 않았다. RAF에서 운용되다가 나중에 소련으로 이관되었다.

1942년 1월, 약 198회 항공기 출격 (334 비행 시간)이 이루어졌고 11회의 공중전이 벌어졌는데, 이 중 Bf 109 5대, Ju 88 1대, He 111 1대가 격추되었다. 이 통계는 놀라운 사실을 밝혀낸다. 토마호크가 Bf 109와 성공적인 공중전을 벌일 수 있었다는 것이다. 교전 상황에 대한 조종사들의 보고서가 이 사실을 확인한다. 1942년 1월 18일, S. V. 레빈 중위와 I. P. 레브샤 중위 (편대)는 7대의 Bf 109와 교전하여 손실 없이 2대를 격추했다. 1월 22일, E. E. 로조프 중위가 이끄는 3대의 항공기가 13대의 적기와 교전하여 Bf 109E 2대를 격추했으며, 다시 손실 없이 성공했다. 총체적으로, 1월에 토마호크 2대가 손실되었는데, 한 대는 독일 대공포에 격추되었고 다른 한 대는 메서슈미트에 의해 격추되었다.
소련군은 전투를 위해 P-40을 크게 경량화했는데, 예를 들어 P-40B/C 기종에서는 날개 총을 아예 제거하는 경우도 많았다. 소련 공군 보고서에 따르면 P-40은 대부분의 소련 전투기보다 항속거리와 연료 용량이 우수하여 좋다고 평가했지만, 여전히 P-39를 더 선호했다. 소련 조종사 니콜라이 G. 골로드니코프는 다음과 같이 회상했다. "조종석은 넓고 높았다. 처음에는 동체 가장자리가 허리 높이에 거의 있어 유리 속에 허리 높이로 앉는 것이 불편하게 느껴졌다. 그러나 방탄 유리와 장갑 시트는 튼튼했고 시야는 좋았다. 라디오도 좋았다. 강력하고 신뢰할 수 있었지만 HF (고주파)에서만 가능했다. 미국 라디오는 핸드 마이크가 없었지만 목 마이크가 있었다. 이것들은 좋은 목 마이크였다: 작고 가볍고 편안했다." 일부 소련 공군 조종사들의 가장 큰 불만은 낮은 상승률과 유지보수 문제, 특히 엔진 과열이었다.  VVS 조종사들은 전투 중 P-40을 일반적으로 전투 비상 출력 설정으로 비행했는데, 이는 가속 및 속도 성능을 독일 경쟁기와 가깝게 만들었지만, 몇 주 만에 엔진을 태워버릴 수 있었다. 타이어와 배터리도 고장났다. 엔진 라디에이터의 액체가 종종 얼어 코어가 균열되어 앨리슨 엔진이 혹독한 겨울 조건에서 운용하기에 부적합하게 만들었다. 1941년 겨울, 제126전투기항공연대는 38회에 걸쳐 라디에이터 균열로 고통받았다. 종종 전체 연대가 예비 부품이 없어서 단 한 대의 비행 가능한 항공기로 축소되기도 했다. 그들은 또한 앨리슨 엔진의 연료 및 오일 품질에 대한 더 까다로운 요구 사항에도 어려움을 겪었다. 상당수의 불타버린 P-40은 소련 클리모프 M-105 엔진으로 재장착되었지만, 이들은 상대적으로 성능이 좋지 않아 후방 지역 사용으로 강등되었다.
사실, P-40은 1943년 말까지 모든 메서슈미트와 동등하게 교전할 수 있었다. P-40의 모든 특성을 고려하면 토마호크는 Bf 109F와 동등했고 키티호크는 약간 더 좋았다. 속도와 수직 및 수평 기동성은 좋았고 적 항공기와도 충분히 경쟁력이 있었다. 가속률은 약간 낮았지만, 엔진에 익숙해지면 괜찮았다. 우리는 P-40을 괜찮은 전투기로 간주했다.— N. G. 골로드니코프,
제2근위전투기연대 (GIAP),
북부 항공대 (VVS SF)

P-40은 1942년과 1943년 초 소련에서 가장 많이 전선에서 사용되었다. 알래스카-시베리아 ALSIB 수송로를 통한 인도분은 1942년 10월에 시작되었다. P-40은 북부 전선에서 사용되었으며 레닌그라드 포위전 방어에 중요한 역할을 했다. 가장 수적으로 중요한 기종은 P-40B/C, P-40E, P-40K/M이었다. 더 나은 P-40F와 N 기종이 사용 가능해질 무렵에는 우수한 소련 전투기의 생산량이 충분히 증가하여 P-40은 대부분의 소련 공군 부대에서 라보츠킨 La-5와 다양한 후기 야코블레프 기종으로 대체되었다. 1943년 초, 제45전투기항공연대 소속 D.I. 코발 중위는 북캅카스 전선에서 P-40을 비행하며 독일 항공기 6대를 격추하여 에이스 지위를 획득했다. 일부 소련 P-40 비행대대는 좋은 전투 기록을 가지고 있었다. 일부 소련 조종사들은 P-40으로 에이스가 되었지만, 소련이 사용한 가장 많은 수의 무기대여법 전투기인 P-39 에어라코브라만큼은 아니었다. 그러나 소련 지휘관들은 키티호크가 허리케인을 훨씬 능가한다고 생각했지만, "Yak-1과는 같은 급이 아니다"라고 여겼다.

### 일본
일본 제국 육군은 P-40 몇 대를 노획하여 나중에 미얀마에서 여러 대를 운용했다. 일본은 최대 10대의 P-40E를 운용 가능한 상태로 가지고 있었던 것으로 보인다. 1943년 짧은 기간 동안, 이들 중 몇 대는 랑군 방어를 위해 제50비행전대 제2비행중대에서 작전상 사용되었다. 이에 대한 증언은 제64비행전대 소속 쿠로에 야스히코가 남겼다. 그의 회고록에 따르면, 일본군이 운용한 P-40 한 대가 랑군 상공에서 아군 미쓰비시 Ki-21("샐리")에 의해 오인 격추되었다고 한다.

### 기타 국가

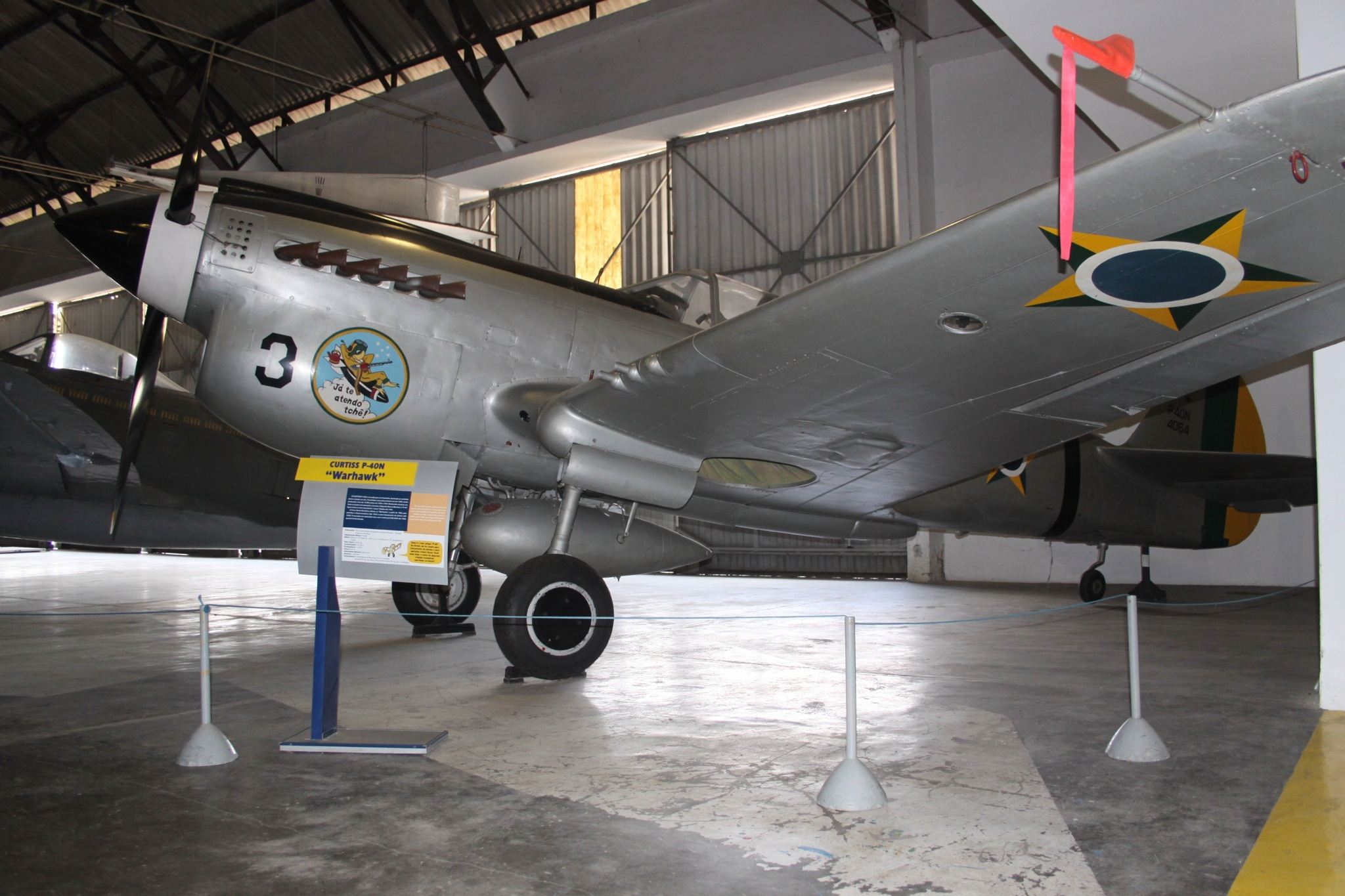
캄푸 도스 아폰소스에 있는 P-40 워호크

P-40은 전쟁 중과 전쟁 후 20여 개국 이상에서 사용되었다. P-40은 브라질, 이집트, 핀란드 및 튀르키예에서 사용되었다. 브라질 공군 (FAB)에서 사용된 마지막 P-40은 1954년에 퇴역했다.
핀란드 상공의 공중전에서 여러 대의 소련 P-40이 격추되거나 다른 이유로 비상 착륙해야 했다. 좋은 항공기가 부족했던 핀란드군은 이들을 수거하여 P-40M 한 대, P-40M-10-CU 43–5925, 흰색 23 (영국에서 이 기종의 명칭이 키티호크 III였기 때문에 KH-51이라는 핀란드 공군 일련번호를 받았다)을 수리하는 데 성공했다. 이 항공기는 핀란드 공군의 작전 비행대대인 HLeLv 32에 배속되었지만, 예비 부품 부족으로 인해 몇 차례의 평가 비행을 제외하고는 지상에 머물렀다.
몇 대의 P-40N은 네덜란드령 동인도 육군 항공대에서 제120비행대 (남서태평양의 호주-네덜란드 합동 부대)와 함께 일본군에 대항하는 데 사용되었으며, 이후 1949년 2월까지 인도네시아에서 인도네시아 독립 전쟁 동안 사용되었다.

## 변형 및 개발 단계

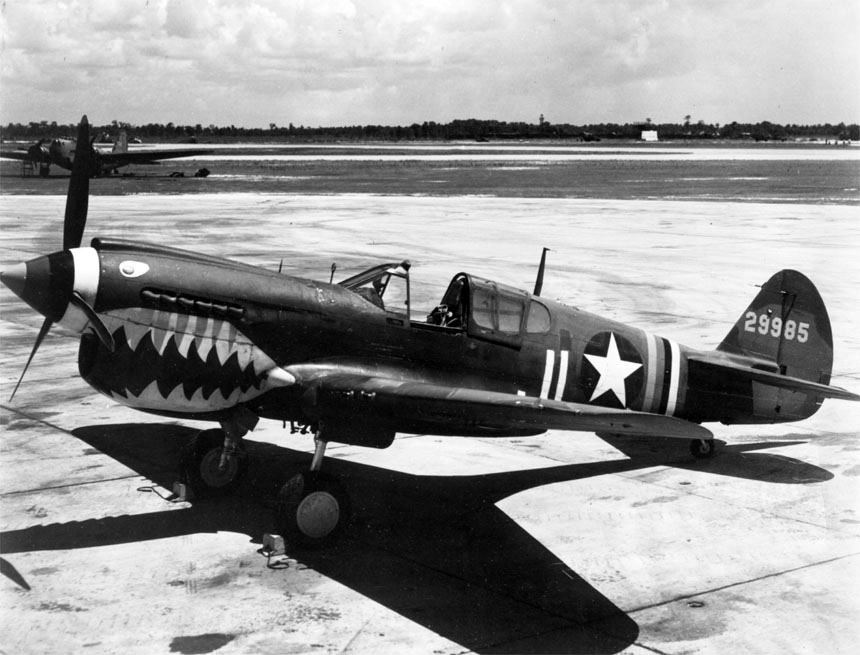
1943년경 미국 육군 항공대 커티스 P-40K-10-CU, 일련번호 42-9985

XP-40
1937년 7월에 주문된 오리지널 커티스 XP-40은 성형 엔진을 새로운 앨리슨 V-1710-19 엔진으로 교체하여 10번째 P-36A에서 개조되었다. 이 기종은 1938년 10월에 첫 비행을 했다.
이 새로운 액체 냉각 엔진 전투기는 후방 동체 아래에 라디에이터를 장착했지만, 시제기 XP-40은 나중에 개조되어 라디에이터가 엔진 아래 전방으로 이동했다.
P-40
P-40 (커티스 모델 81A-1)은 첫 생산형으로, 199대가 제작되었다.
P-40A
하나의 P-40이 후방 동체에 카메라 장치를 장착하도록 개조되었고 P-40A로 재지정되었다.
- P-40의 개정판이 곧 이어졌다: P-40B 또는 토마호크 IIA는 날개에 추가 .30인치 (7.62 mm) 미국 또는 .303인치 (7.7 mm) 기관총과 부분적으로 보호된 연료 시스템을 갖추고 있었다. P-40C 또는 토마호크 IIB는 동체 하부 외부연료탱크와 폭탄 걸이, 자동 밀폐 연료 탱크 및 기타 사소한 개정을 추가했지만, 추가된 무게는 항공기 성능에 부정적인 영향을 미쳤다. (P-40의 모든 버전은 동시대 전투기에 비해 상대적으로 낮은 출력 대 중량비를 가지고 있었다.)
- P-40D 또는 키티호크 Mk I은 소수만 제작되었으며, 50대 미만이었다. 새로운 더 큰 앨리슨 엔진, 약간 더 좁은 동체, 재설계된 캐노피, 그리고 개선된 조종석을 갖춘 P-40D는 기수 장착 .50인치 (12.7 mm) 총을 제거하고 대신 각 날개에 두 정씩 .50인치 (12.7 mm) 총을 장착했다. 특징적인 턱 밑 공기 흡입구는 더 커져서 큰 앨리슨 엔진을 적절히 냉각할 수 있었다.
- 단일 시제기에 대한 소급 지정. P-40A는 단일 카메라 운반 항공기였다.
- P-40E 또는 P-40E-1은 대부분 P-40D와 유사했지만, 약간 더 강력한 엔진과 각 날개에 추가 .50인치 (12.7 mm) 총이 있어 총 6정이 되었다. 일부 항공기에는 작은 날개 아래 폭탄 걸이도 있었다. 영연방 공군에는 키티호크 Mk IA로 공급되었다. P-40E는 1942년 초에서 중반의 핵심 기간 동안 해당 기종의 공대공 전투의 주력을 담당했으며, 예를 들어 중국에서 AVG를 대체한 최초의 미국 비행대대(AVG는 이미 P-40B/C에서 이 기종으로 전환 중이었다), 밀른 만에서 호주군이 사용한 기종, 뉴질랜드 비행대대가 대부분의 공대공 전투에서 사용한 기종, 그리고 북아프리카에서 RAF/영연방이 키티호크 IA로 사용한 기종이었다.

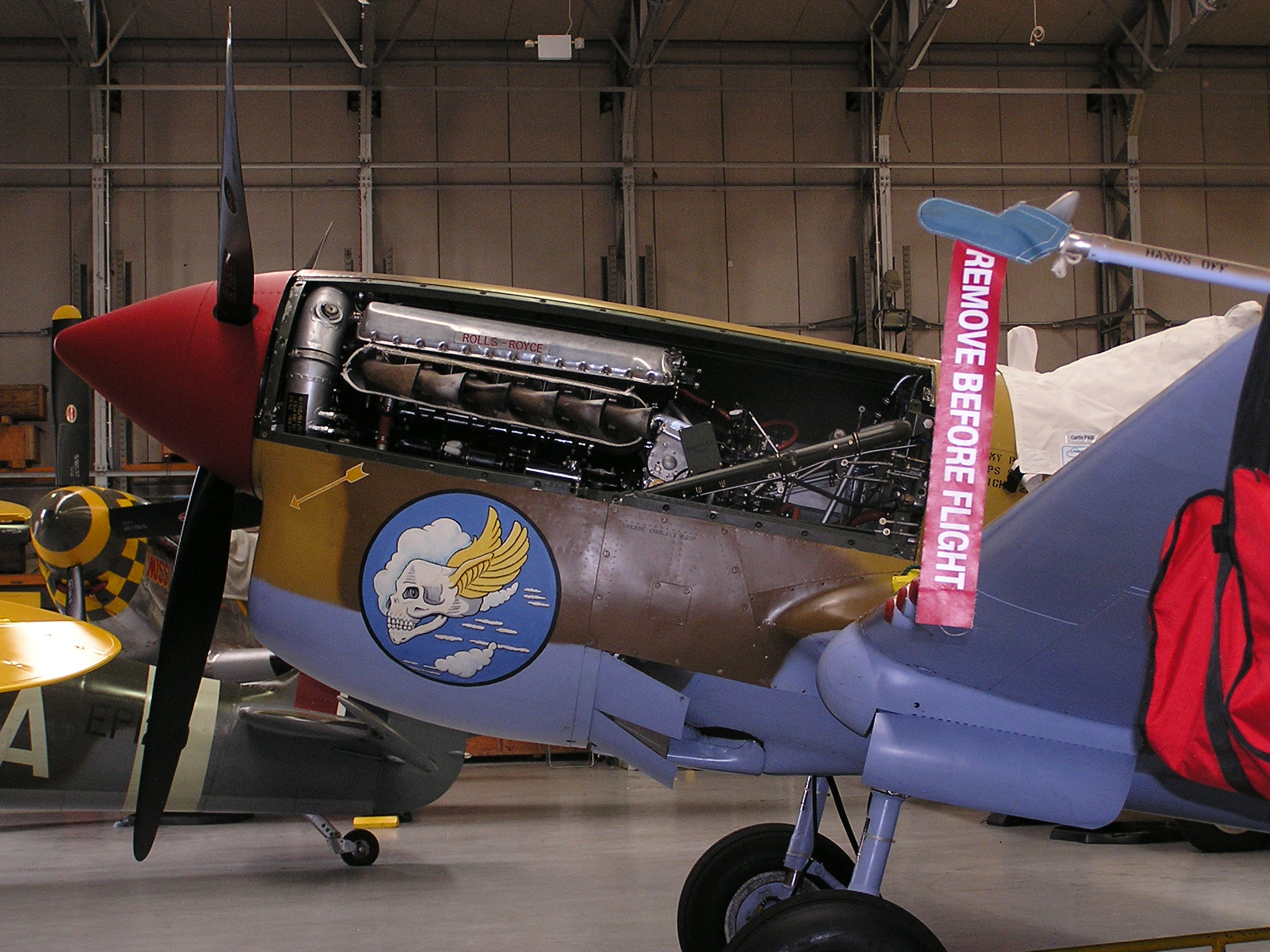
멀린 500 엔진을 보여주는 파이터 컬렉션의 P-40F G-CGZP

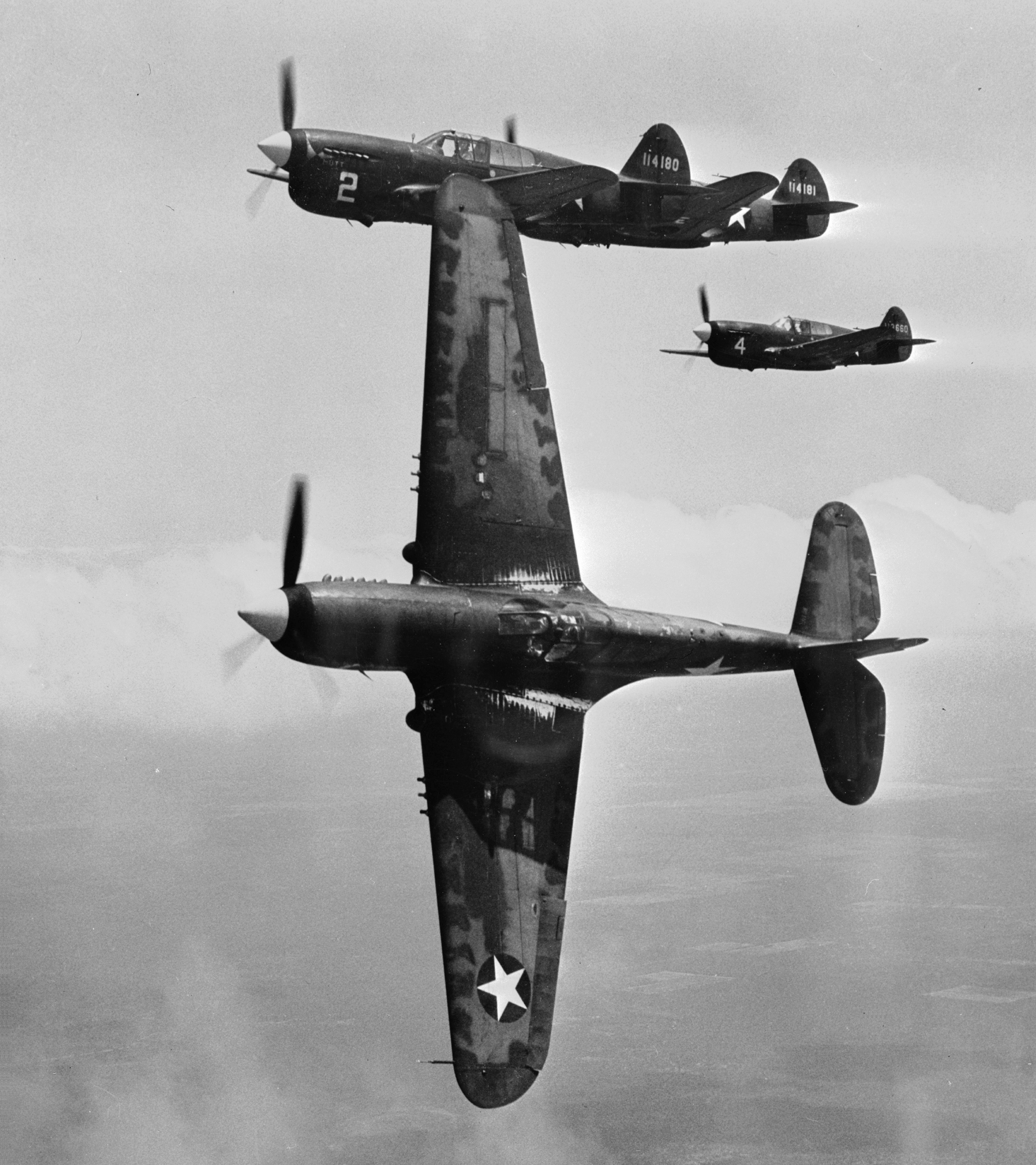
텍사스 무어 필드 근처. 미 육군 항공대 고급 비행 학교에서 연습 비행 중 "공격"을 위해 P-40 대형에서 선두기가 이탈하고 있다. 선발된 항공 생도들은 조종사 자격증을 받기 전에 이 전투기들로 전환 훈련을 받았다, 1943년.

- P-40F와 P-40L은 모두 일반 앨리슨 엔진 대신 패커드 V-1650 멀린 엔진을 장착했기 때문에 기수 상단에 기화기 공기 흡입구가 없었다. 이 모델들의 고고도 성능은 앨리슨 엔진 사촌들보다 더 좋았다. L형은 경우에 따라 수직 꼬리 날개 앞쪽에 필렛을 특징으로 하거나, 더 높은 토크를 보상하기 위해 동체가 늘어났다. P-40L은 때때로 벗겨진 상태 때문에 당시 유명한 스트리퍼인 "집시 로즈 리"의 이름을 따서 "집시 로즈 리"라는 별명이 붙었다. 영연방 공군에 키티호크 Mk II라는 명칭으로 공급되었으며, 총 330대의 Mk II가 무기대여법에 따라 RAF에 공급되었다. 처음 230대의 항공기는 때때로 키티호크 Mk IIA로 알려져 있다. P-40F/L은 지중해 전역에서 작전하는 미국 전투비행단에서 광범위하게 사용되었다.
- P-40G: 토마호크 Mk IIA의 날개를 장착한 43대의 P-40 항공기. 총 16대의 항공기가 소련에 공급되었고, 나머지는 미국 육군 항공대에 공급되었다. 나중에 RP-40G로 재지정되었다.
- P-40K: 앨리슨 엔진을 장착한 P-40L로, 기수 상단 흡입구와 앨리슨 구성의 기수 라디에이터 흡입구, 카울 플랩, 수직 안정판-동체 필렛을 유지했다. 영연방 공군에 키티호크 Mk III로 공급되었으며, CBI의 미국 부대에서 널리 사용되었다.
- P-40M: P-40K와 대체로 유사한 버전으로, P-40L처럼 동체가 길어졌고, 고고도에서 더 나은 성능을 제공하는 앨리슨 V-1710-81 엔진 (이전 앨리슨 버전에 비해)으로 구동되었다. 몇 가지 세부 개선 사항이 있었고, 배기 파이프 바로 앞에 두 개의 작은 공기 흡입구가 특징이었다. 대부분은 연합국 (주로 영국과 소련)에 공급되었고, 일부는 고급 훈련을 위해 미국에 남았다. 영연방 공군에도 키티호크 Mk. III로 공급되었다.
- P-40N (1943년–44년 제작), 최종 생산 모델. P-40N은 더 강력한 후기형 앨리슨 엔진의 토크를 상쇄하기 위해 후방 동체가 길어졌고, 조종사 뒤의 조종석 후방 갑판이 후방 시야를 개선하기 위해 완만하게 경사지게 절단되었다. 워호크의 상승률을 개선하기 위해 초과 중량을 제거하는 데 많은 노력이 기울였다. 초기 N 생산 블록에서는 각 날개에서 .50인치 (12.7 mm) 총 한 정을 제거하여 총 4정으로 되돌아갔지만, 현장에서의 부대 불만 이후 후기 생산 블록에서는 이를 다시 도입했다. 영연방 공군에는 키티호크 Mk IV로 공급되었다. 총 553대의 P-40N이 오스트레일리아 왕립 공군에 인수되어 RAAF가 가장 일반적으로 사용한 변형 기종이 되었다. P-40N의 하위 변형은 벗겨진 4연장 "핫 로드"부터 (P-40의 어떤 생산 변형 중 가장 빠른 최고 속도인 380 mph에 도달할 수 있었다), 전투폭격 또는 훈련 임무를 위한 모든 추가 장비를 갖춘 과체중 유형에 이르기까지 전문화가 광범위했다. 15,000번째 P-40은 커티스-라이트의 다양한 항공기 제품, P-40뿐만이 아니라, 이를 사용했던 28개국의 마킹으로 장식된 N 모델이었다. "이러한 화려한 마킹은 P-40 시리즈가 28개국 모두에서 사용되었다는 잘못된 믿음을 불러일으켰다."[99] 유럽에서는 P-40N이 1944년경 주로 지상 공격기로 사용되었기 때문에 일부 조종사들은 "B-40"이라는 별명을 붙였다.[100] 생존 기종은 1948년 6월 ZF-40N으로 재지정되었다.

.

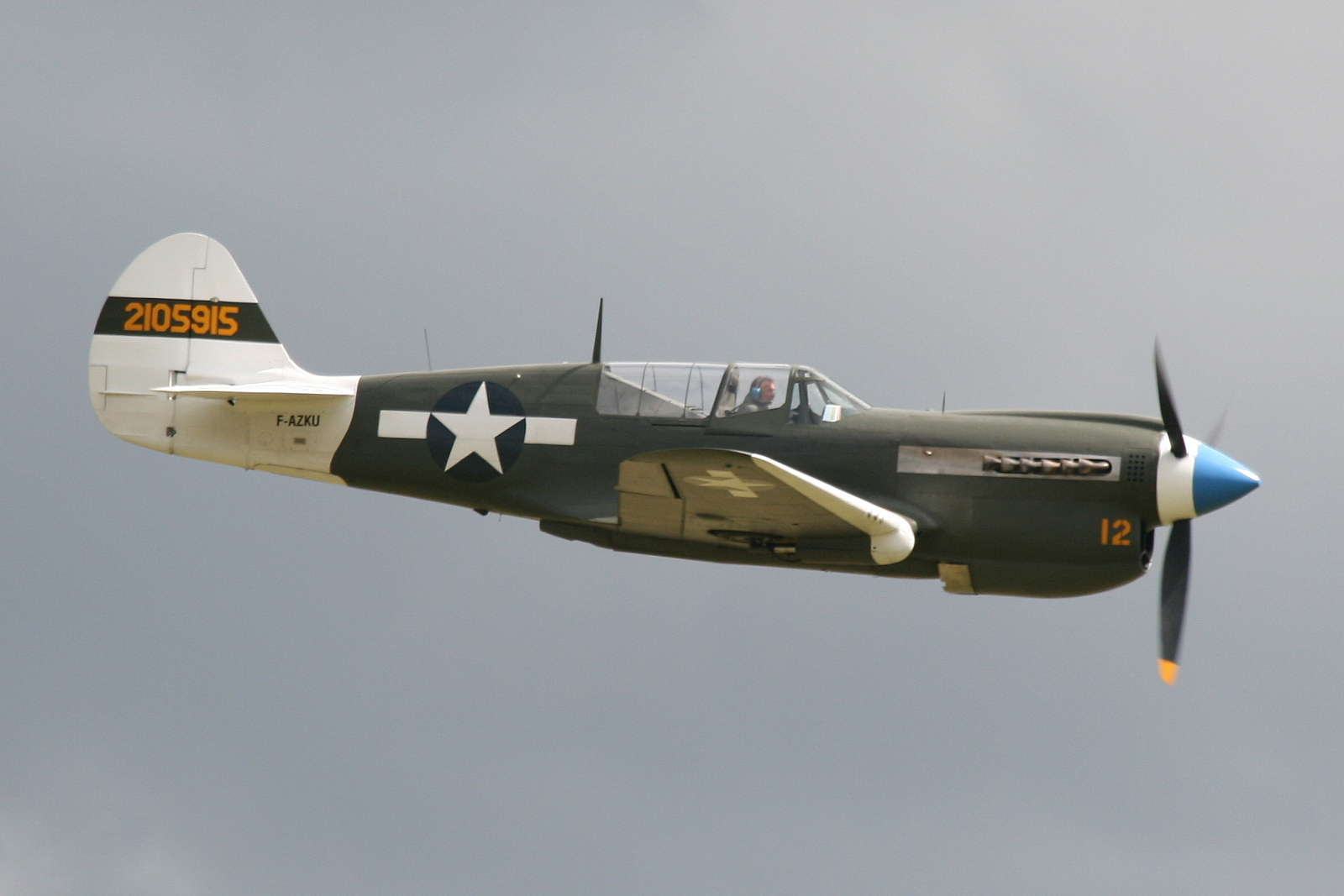
비행 중인 커티스 P-40N 워호크 "리틀 진"

- P-40P: V-1650-1 엔진으로 주문되었지만 실제로는 V-1710-81 엔진을 장착한 P-40N으로 제작된 1,500대의 항공기 지정.
- XP-40Q: 4엽 프로펠러, 잘라낸 후방 동체 및 버블 캐노피, 4정의 총, 사각형 날개 끝 및 꼬리 표면, 그리고 2단 슈퍼차저를 갖춘 개선된 엔진으로 개조된 3대의 P-40N. 이러한 변경에도 불구하고, 당대의 후기 모델 P-47D 및 P-51D가 생산 라인에서 쏟아져 나오던 시기에 생산을 정당화할 만큼 성능 개선이 충분하지 않았다. 그러나 XP-40Q는 고고도 슈퍼차저 기어 도입으로 인해 최고 속도 422 mph (679 km/h)를 기록하여 P-40 시리즈 중 가장 빨랐다. (단일 속도 슈퍼차저를 장착한 P-40 모델은 400 mph (640 km/h)에 근접조차 할 수 없었다.)
- P-40R: 현장에서 표준화 및 물류를 위해 앨리슨 엔진을 개조한 P-40F 및 P-40L 항공기 지정.
- RP-40: 일부 미국 P-40은 정찰기로 개조되었다.
- TP-40: 일부 P-40은 2인승 훈련기로 개조되었다.
- 트윈 P-40: P-40에 두 개의 멀린 엔진을 날개 위에, 주 착륙 장치 위에 장착한 사진이 한 장 존재한다.[101]

## 운용국
오스트레일리아
- 오스트레일리아 왕립 공군

 브라질
- 브라질 공군

 캐나다
- 캐나다 왕립 공군

틀:나라자료 국민정부
- 중화민국 공군

 이집트
- 이집트 왕립 공군

 핀란드
- 핀란드 공군

 프랑스
- 프랑스 공군

 인도네시아
- 인도네시아 공군

 일본 제국

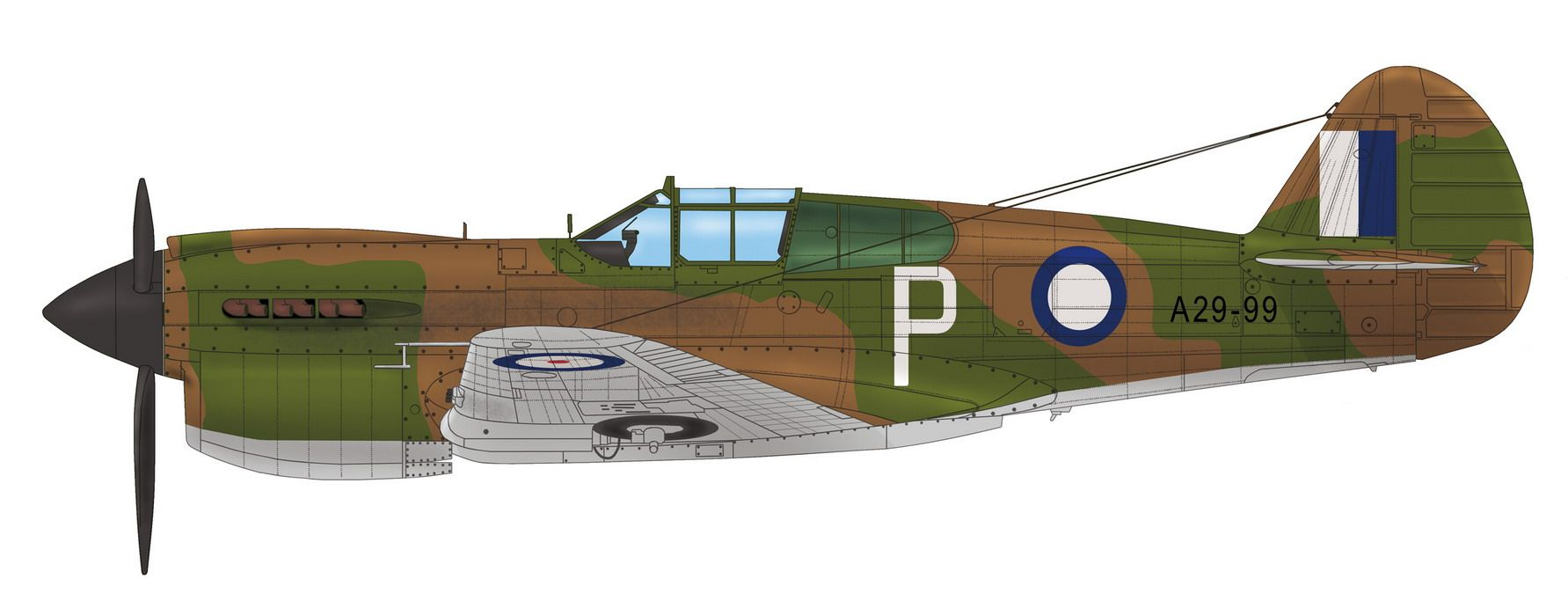
1942년 8월 뉴기니 상공에서 비행사 제프 애더튼이 조종했던 오스트레일리아 왕립 공군 제75비행대 소속 커티스 키티호크 Mk IA

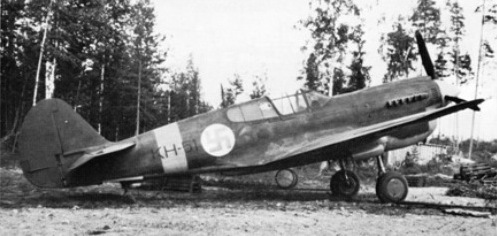
1944년 핀란드 유일의 워호크. 이 항공기는 구 소련 P-40M (실버 23으로 알려짐)

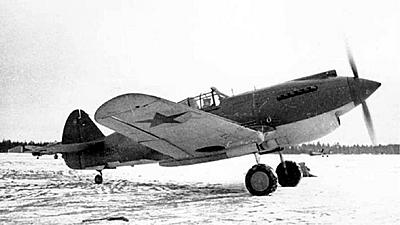
1942년 소련 P-40B 워호크

- 일본 제국 육군 항공대 – 포획된 P-40.

 네덜란드
- 네덜란드령 동인도 육군 항공대

 뉴질랜드뉴질랜드 왕립 공군
 폴란드
- 폴란드 공군

 남아프리카 공화국
- 남아프리카 공군

 소련
- 소련 공군
- 소련 해군 항공대

 튀르키예
- 튀르키예 공군

 영국
- 영국 왕립 공군

 미국
- 미국 육군 항공단
- 미국 육군 항공대

## 현존하는 항공기

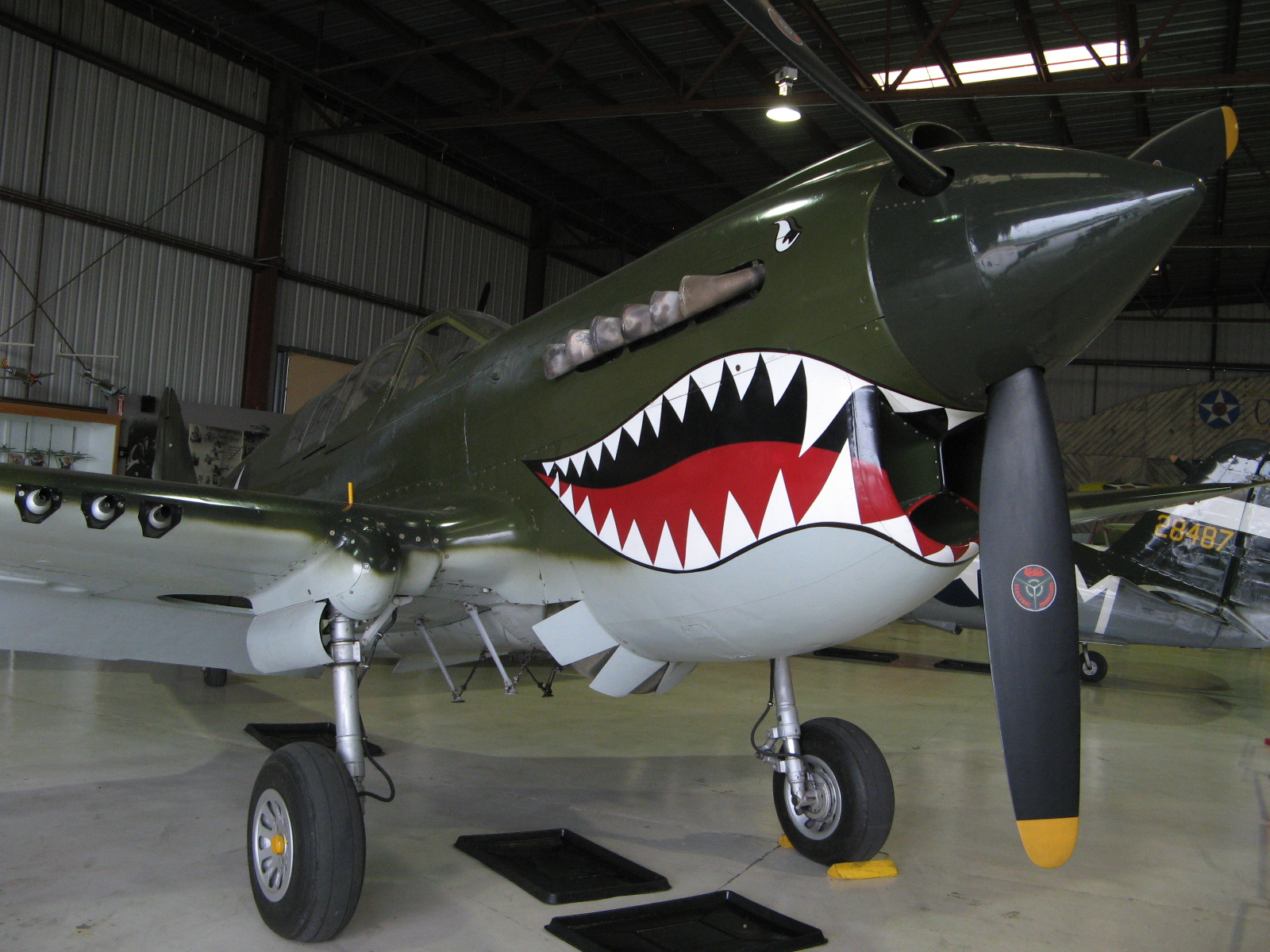
플레인스 오브 페임 항공 박물관에 있는 비행 가능한 커티스 P-40N-5-CU 워호크

생산된 13,738대의 P-40 중 28대만이 비행 가능한 상태이며, 그 중 3대는 이중 조종/이중 좌석 구성으로 개조되었다. 약 13대의 항공기는 정적 전시 중이며, 36대의 기체는 전시 또는 비행을 위해 복원 중이다.

## 주목할 만한 P-40 조종사

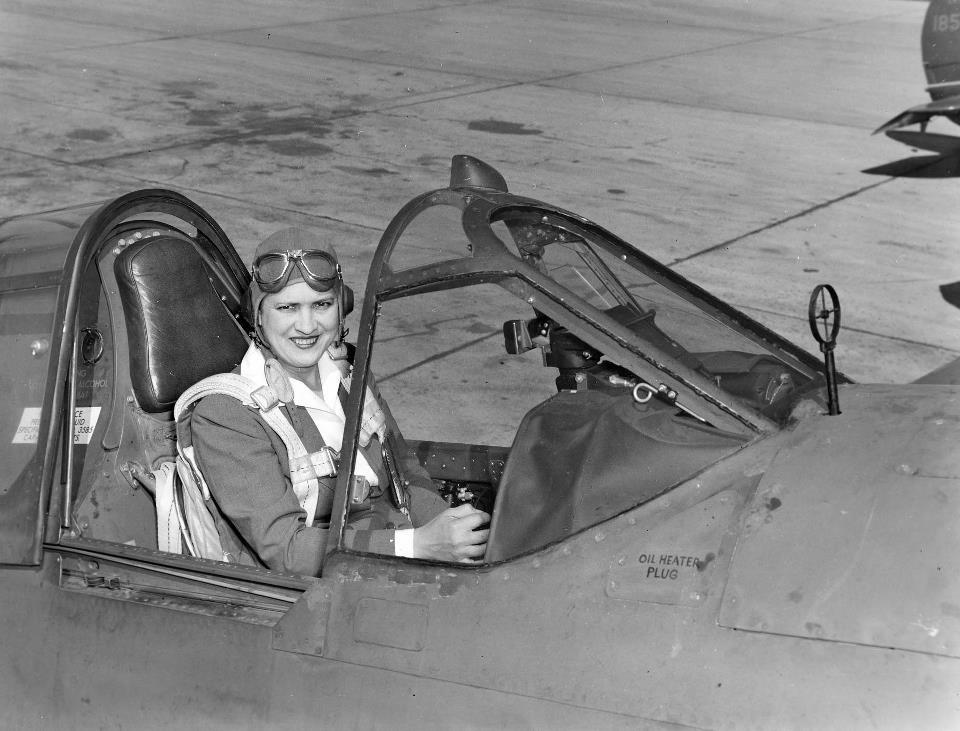
P-40 전투기 조종석에 있는 재클린 코크란. 그녀는 여성항공대 (WASP)의 책임자였다.

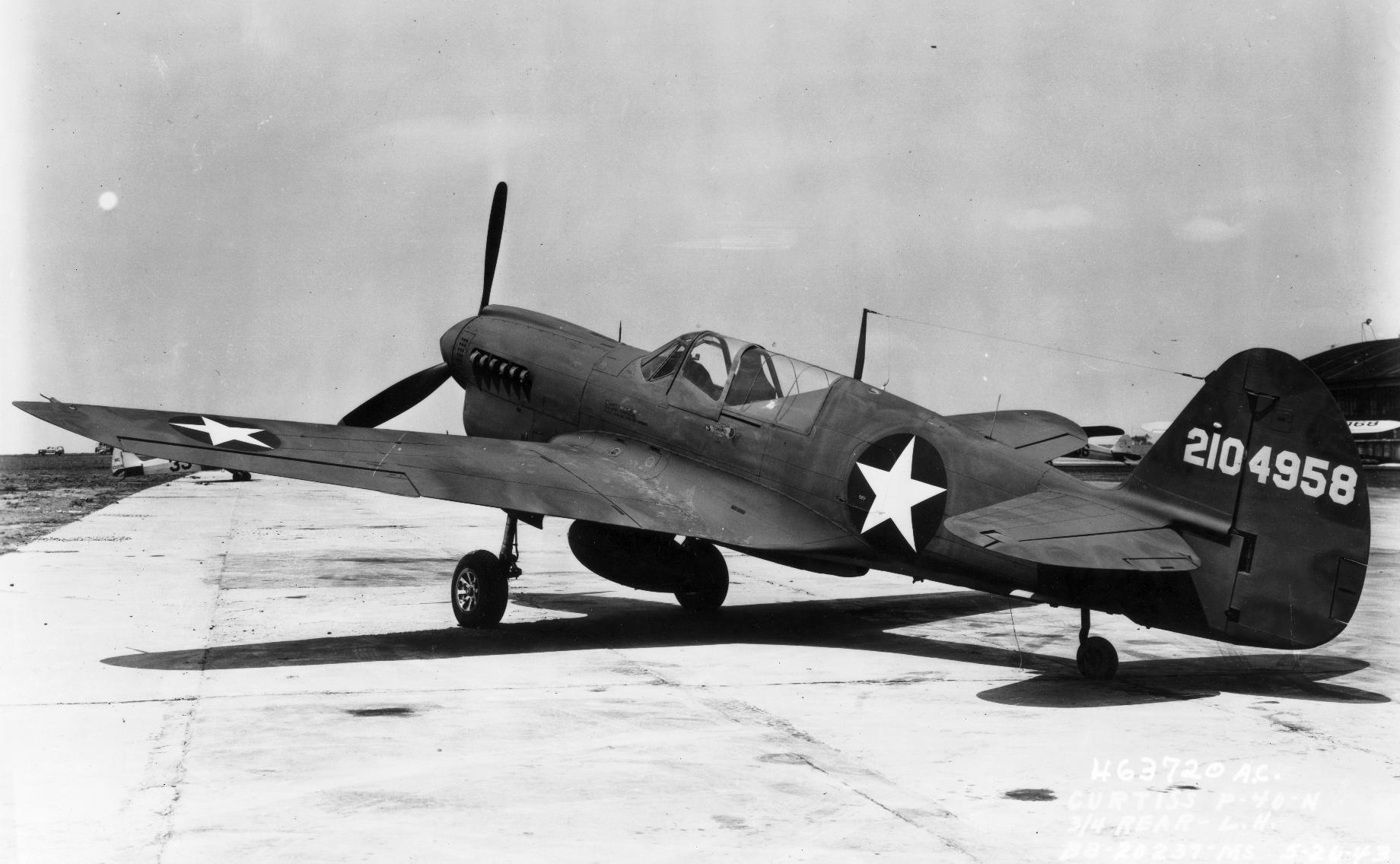
P-40N 44–7369

- 니키 바러: RAAF 에이스 (11승); 오스트레일리아 럭비 유니언 국가대표팀의 일원이기도 했다.
- 그레고리 보이징턴: AVG/미 해병대; 나중에 미 해병대 VMF-214, "블랙 쉽 비행대"를 지휘했다.
- 클라이브 콜드웰: RAAF, 모든 공군 통틀어 P-40 최다 득점 조종사 (22승); 북아프리카 최다 득점 연합군 조종사;[103] 제2차 세계 대전 호주 최고 득점 에이스 (28.5승).
- 레비 R. 체이스: 미국 육군 항공대; 지중해 전역의 미국 P-40 선두 에이스, 10회 격추 주장; 33전투비행단 60전투비행대대장; 소장으로 예편.
- 클레어 셔놀트: 중국 공군 제1미국 자원군 (AVG; "플라잉 타이거스"로 더 잘 알려짐) 사령관.
- 저우 지카이, 중국 공군 P-40E 장비 제4비행단 제23추격비행대 대장이자 에이스로, 량산 기지가 일본 제국 육군 항공대 항공기에 의해 공습당할 때 미 육군 항공대 소속 불티 P-66 뱅가드를 "하이재킹"하여 유명해졌다. 그는 습격자들을 추격하여 가와사키 Ki-48 폭격기 두 대를 격추했고, 그의 전우 P-40E 11대는 그 공습으로 지상에서 파괴되었다.[104]
- 다니엘 H. 데이비드: 미국 육군 항공대; 나중에 코미디언이자 배우 댄 로완으로 유명해짐; 남서 태평양에서 P-40을 비행하며 두 번의 승리를 거두고 부상당했다.
- 빌리 드레이크: RAF, 영국의 선두 P-40 에이스, 13승.
- 네빌 듀크: RAF 지중해 전역 선두 연합군 에이스, 27승 (P-40 8승 포함); 전후 시험 비행사이자 세계 항공 속도 기록 보유자.
- 제임스 프랜시스 에드워즈: RCAF, 15.75승 (P-40 12승); 또한 영국 영연방 키티호크 조종사에 관한 두 권의 책을 저술했다.[105]
- 제프 피스켄: RNZAF, 태평양 전역 영국 영연방 최고 득점 에이스 (11승), 키티호크 5승 포함.
- 잭 프로스트: 남아프리카 공군, 남아프리카 부대 최고 득점 공중 에이스, 15승 (P-40 7승); 1942년 6월 16일 이후 작전 중 실종.[105]
- 허셜 그린: 미국 육군 항공대; 북아프리카와 이탈리아에서 325전투비행단에서 비행하며 18회 격추 주장 (P-40 3회 포함).
- 존 고턴: RAAF; 오스트레일리아 총리, 1968년–1971년. 고턴은 1942년 싱가포르에서 허리케인 IIb의 거의 치명적인 추락에서 살아남았으며; 나중에 뉴기니에서 제77비행대와 키티호크를 비행했고, 이 기종의 교관이 되었다.
- 존 F. 햄프셔: 미국 육군 항공대; 미국 P-40 공동 최고 득점 조종사 (13회 격추 주장), 1942년–1943년 중국에서 75전투비행대 (23전투비행단) 소속; 작전 중 전사.
- 데이비드 리 힐: AVG/미국 육군 항공대, AVG 제2비행대대 및 미국 육군 항공대 제23전투비행단, P-40 12.25승 (총 18.25승).
- 브루스 K. 홀로웨이: AVG/미국 육군 항공대, 미국 P-40 공동 최고 득점 조종사 (13승); 나중에 미국 공군 전략공군사령부 사령관이자 대장 (4성)으로 예편.[106]
- 제임스 H. 하워드: AVG/미국 육군 항공대, P-40으로 6승; 나중에 유럽 상공에서 P-51을 비행하며 명예훈장을 받은 유일한 전투기 조종사; 1966년 준장으로 예편.
- 니콜라이 쿠즈네초프: VVS; 소련 P-40 최고 득점 에이스;[23] 허리케인, P-40, P-39를 비행하며 22승을 기록; 소비에트 연방영웅 (GSS)을 두 번 수상; 영국 OBE도 수상.
- 표트르 포크리셰프: AV-MF (소련 해군); GSS를 두 번 수상; 154전투기항공연대 사령관으로서 P-40을 비행하며 총 22승 중 11승을 기록.[23]
- 보리스 사포노프: AV-MF (소련 해군 항공대); 소련 콰드러플 에이스 (25승)이자 GSS를 두 번 수상; 발트해 상공에서 P-40E를 비행하며 한 번의 교전에서 Ju-88 폭격기 세 대를 격추했다.[23]
- 로버트 리 스콧 주니어: 미국 육군 항공대, 중국 제23전투비행단 사령관; P-40으로 10승 이상.
- 케네스 테일러: 미국 육군 항공대; 진주만 공격 (1941년 12월 7일) 당시 P-40으로 공중으로 이륙한 단 두 명의 미국 조종사 중 한 명; 그날 일본 항공기 세 대를 격추하고 팔에 부상당했다.
- 키스 트러스콧: RAAF; 전전 호주식 축구 스타; 1941년 영국에서 스피트파이어를 비행하며 에이스가 되었고, 이후 뉴기니와 호주에서 키티호크를 비행; 밀른 만 전투 (1942년)에서 RAAF 76비행대대를 지휘; P-40 비행 중 사고로 사망 (1943년).
- 클린턴 D. "케이시" 빈센트: 미국 육군 항공대; 중국 상공에서 P-40을 비행하며 6회 격추 주장.
- 존 와디: RAAF; 북아프리카 상공에서 P-40을 비행하며 12.5회 격추 주장.
- 보이드 와그너: 미국 육군 항공대; P-40을 비행하면서 필리핀 전역 (1941년–1942년) 동안 전쟁의 첫 미국 육군 항공대 에이스가 되었다.
- 렌 워터스: RAAF, 제2차 세계 대전 유일의 오스트레일리아 원주민 전투기 조종사.
- 조지 웰치: 미국 육군 항공대; 진주만 첫 공격 당시 P-40으로 공중으로 이륙한 단 두 명의 미국 전투기 조종사 중 한 명; 웰치는 그날 일본 항공기 세 대를 격추했다고 주장했다.

## 제원 (P-40E)

P-40E

Data from Curtiss Aircraft 1907–1947, America's hundred thousand : the U.S. production fighter aircraft of World War II
일반적인 특징
- Crew: 1명
- Length: 31 ft 8.5 in (9.665 m)
- Wingspan: 37 ft 3.5 in (11.367 m)
- Height: 10 ft 8 in (3.25 m)
- Wing area: 236 ft2 (21.9 m2)
- Airfoil: 뿌리: NACA2215; 끝: NACA2209
- Empty weight: 5,922 lb (2,686 kg)
- Gross weight: 8,515 lb (3,862 kg)
- Powerplant: 1 × 앨리슨 V-1710-39 V-12 액체 냉각 피스톤 기관, 1,240 hp (920 kW)
- 프로펠러: 3-bladed 커티스-라이트 전기 정속 프로펠러

성능
- 최대속력: 361 mph (581 km/h; 314 kn) 15,000 ft (4,600 m)에서[109]
- 순항속도: 308 mph (268 kn; 496 km/h)
- 항속거리: 716 mi (622 nmi; 1,152 km) 70% 출력 시
- 실용상승한도: 29,100 ft (8,870 m)
- Time to altitude: 6분 15초에 15,000 ft (4,600 m)
- Wing loading: 35.1 lb/ft2 (171 kg/m2)
- Power/mass: 0.14 hp/lb (0.23 kW/kg)

무장

- Guns: 6 × 0.5 in (12.7 mm) M2 브라우닝 중기관총 (날개)
- 폭탄: 250 to 1,000 lb (110 to 450 kg) 폭탄, 동체 아래와 날개 아래 두 개의 하드포인트에 총 2,000 lb (910 kg)

## 같이 보기
- 역사적인 P-40C 토마호크, 자체 제작 복제품
- 주르카 Pee-40, 자체 제작 복제품
- 롤리 P-40F, 자체 제작 복제품
- W.A.R. P40E, 자체 제작 복제품

관련 개발
- 커티스 P-36 호크
- 커티스 P-37
- 커티스 XP-42
- 커티스 XP-46
- 커티스 P-60

유사 항공기
- 벨 P-39 에어라코브라
- 드부아틴 D.520
- 호커 허리케인
- 3식 전투기
- 라보츠킨-고르부노프-구드코프 LaGG-3
- 마키 C.202
- 메서슈미트 Bf 109
- 미코얀-구레비치 MiG-3
- 슈퍼마린 스피트파이어
- 야코블레프 Yak-1
- 로고자르스키 IK-3

관련 목록
- 제2차 세계 대전 항공기 목록
- 전투기 목록
- 미국 군용 항공기 목록

### 내용주
1. ↑  북아프리카에서 제112비행대와 루프트바페가 이전에 사용한 것을 연합국의 전시 신문 및 잡지 기사 이미지를 통해 영감을 받아, P-40 기수 측면에 있는 "상어 입" 로고는 중국의 플라잉 타이거스 항공기에 가장 유명하게 사용되었다. Bf 110은 II 그루페/Zerstörergeschwader 76 소속이었다. AVG 조종사인 실링은 "어느 날 영국 잡지를 보다가 상어 얼굴이 그려진 메서슈미트 Bf 110 사진을 보았다"고 말했다.[7]
2. ↑  기자가 기종에 익숙하지 않아 XP-40이 업그레이드된 P-36으로 잘못 식별되었다.[16]
3. ↑  이 전투기는 수리되어 전쟁이 끝날 때까지 운용되었다.
4. ↑  후기 P-40F와 대부분의 K, L, P-40M은 후방 동체가 길어졌고, F/L은 상부 엔진 카울링에 기화기 공기 흡입구가 없었다.[28]
5. ↑  전후 콜드웰과 서신을 주고받은 카게네크의 형인 아우구스트 그라프 폰 카게네크는 콜드웰이 에르보를 격추했다고 믿는 사람들 중 하나였다.[45]
6. ↑  스미스는 이 사진을 찍으면서 "일본 전투기들이 매복하지 않는지 확인하기 위해 몇 초마다 주변 하늘을 살폈다"고 말했다.[48]
7. ↑  미국 14공군의 일부였지만, 중국계 미국인 통합 비행단 (CACW)의 3전투비행단과 5전투비행단 소속 P-40은 미국과 중국 조종사 모두가 비행했다.[47]
8. ↑  1942년 싱가포르에서 호주로 철수한 후, 캐나다 왕립 공군 토마스 W. 왓슨 F/L은 한동안 오스트레일리아 왕립 공군 제77비행대에서 복무했다.
9. ↑  총 106회의 승리를 태평양에서 RNZAF가 주장했다: 싱가포르와 말라야에서 488(NZ) 비행대가 3회 (모두 확인), 록히드 허드슨이 3회 (1회 확인), 나머지 102회는 P-40 조종사에 의해 달성되었다. P-40에 의한 95회를 포함하여 총 99회의 승리가 공식적으로 확인되었다.

### 참고 문헌
- Angelucci, Enzo and Paolo Matricardi. World Aircraft: World War II, Volume II (Sampson Low Guides). Maidenhead, UK: Sampson Low, 1978. ISBN 0-562-00096-8.
- Arena, Nino. Macchi 205 "Veltro" (in Italian). Modena: Stem Mucchi Editore, 1994.
- Berliner, Don. Surviving Fighter Aircraft of World War Two: Fighters. London: Pen & Sword Aviation, 2011. ISBN 978-1-8488-4265-6.
- Boyne, Walter J. Clash of Titans. New York: Simon & Schuster, 1994. ISBN 0-671-79370-5.
- Boyne, Walter J. and Michael Fopp. Air Warfare: An International Encyclopedia. Santa Barbara, California: ABC-CLIO, 2002. ISBN 1-57607-345-9.
- Bowers, Peter M. Curtiss Aircraft, 1907–1947. London: Putnam & Company Ltd., 1979. ISBN 0-370-10029-8.
- Bowers, Peter M. and Enzo Angellucci. The American Fighter. New York: Orion Books, 1987. ISBN 0-517-56588-9.
- Brown, Russell. Desert Warriors: Australian P-40 Pilots at War in the Middle East and North Africa, 1941–1943. Maryborough, Australia: Banner Books, 1983. ISBN 1-875593-22-5.
- Coyle, Brendan. War on Our Doorstep: The Unknown Campaign on North America's West Coast. Victoria, BC: Heritage House Publishing Co. Ltd., 2002. ISBN 978-1-894384-46-9.
- Crawford, Jerry L. Messerschmitt Bf 110 Zerstörer in action. Carrollton, Texas: Squadron/Signal Publications, 1977. ISBN 0-89747-029-X.
- Donald, David, ed. "Curtiss Model 81/87 (P-40 Warhawk)"Encyclopedia of World Aircraft. Etobicoke, Ontario, Canada: Prospero, 1997. ISBN 1-85605-375-X.
- Drabkin, Artem. The Red Air Force at War: Barbarossa and the Retreat to Moscow – Recollections of Fighter Pilots on the Eastern Front. Barnsley, South Yorkshire, UK: Pen & Sword Military, 2007. ISBN 1-84415-563-3.
- Ford, Daniel. Flying Tigers: Claire Chennault and His American Volunteers, 1941–1942. Washington, D.C.: HarperCollins|Smithsonian Books, 2007. ISBN 0-06-124655-7.
- Ethell, Jeffrey L. and Joe Christy. P-40 Hawks at War. Shepperton, UK: Ian Allan Ltd., 1979. ISBN 0-7110-0983-X.
- Ford, Daniel. 100 Hawks for China: The Story of the Shark-Nosed P-40 That Made the Flying Tigers Famous. Warbird Books, 2014
- Glancey, Jonathan. Spitfire: The Illustrated Biography. London: Atlantic Books, 2006. ISBN 978-1-84354-528-6.
- Gordon, Yefim. Soviet Air Power in World War 2. Hinckley, Leicestershire, UK: Midland Ian Allan Publishing, 2008. ISBN 978-1-85780-304-4.
- Green, William. War Planes of the Second World War, Volume Four: Fighters. London: MacDonald & Co. (Publishers) Ltd., 1961 (Sixth impression 1969). ISBN 0-356-01448-7.
- Green, William and Gordon Swanborough. WW2 Aircraft Fact Files: US Army Air Force Fighters, Part 1. London: Macdonald and Jane's Publishers Ltd., 1977. ISBN 0-356-08218-0.
- Gunston, Bill. Gli aerei della 2a Guerra Mondiale. Milan: Alberto Peruzzo Editore, 1984.
- Gunston, Bill, ed. The Illustrated History of Fighters. New York, New York: Exeter Books Division of Simon & Schuster, 1981. ISBN 0-89673-103-0.
- Hardesty, Von. Red Phoenix: The Rise of Soviet Air Power 1941–1945. Washington, D.C.: Smithsonian Institution, 1982. ISBN 0-87474-510-1.
- Higham, Robin. Flying American Combat Aircraft of WW II. Manhattan, Kansas: Sunflower University Press, 2004. ISBN 0-8117-3124-3.
- Horn, Alex. Wings Over the Pacific: The RNZAF in the Pacific Air War. Auckland, NZ: Random House New Zealand, 1992. ISBN 1-86941-152-8
- Johnsen, F.A. P-40 Warhawk (Warbird History). St. Paul, Minnesota: Motorbooks International, 1999. ISBN 0-7603-0253-7
- King, John. The Whole Nine Yards: The Story of an Anzac P-40. Auckland, NZ: Reed Books, 2002. ISBN 0-7900-0835-1. (A P-40 with 오스트레일리아 왕립 공군 제75비행대)
- Kinzey, Bert. Attack on Pearl Harbor: Japan Awakens a Sleeping Giant. Blacksburg, Virginia: Military Aviation Archives, 2010. ISBN 978-0-9844665-0-4.
- L, Klemen (2000). “Forgotten Campaign: The Dutch East Indies Campaign 1941–1942”. 2011년 7월 26일에 원본 문서에서 보존된 문서. 2021년 3월 30일에 확인함.
- Kulikov, Victor (May 2000). 《Le Curtiss P-40 sur le Front de l'Est》 [The Curtiss P-40 on the Eastern Front]. 《Avions: Toute l'Aéronautique et son histoire》 (프랑스어). 2–16쪽. ISSN 1243-8650.
- Lavigne, J. P. A. Michel and James F. Edwards. Kittyhawk Pilot. Battleford, Saskatchewan, Canada: Turner-Warwick, 1983. ISBN 0-919899-10-2.
- Lawrence, Joseph (1945). 《The Observer's Book Of Airplanes》. London and New York: Frederick Warne & Co.
- Ledet, Michel (April 2002). 《Des avions alliés aux couleurs japonais》 [Allied Aircraft in Japanese Colors]. 《Avions: Toute l'Aéronautique et son histoire》 (프랑스어). 17–21쪽. ISSN 1243-8650.
- Ledet, Michel (May 2002). 《Des avions alliés aux couleurs japonais》. 《Avions: Toute l'Aéronautique et son histoire》 (프랑스어). 16–23쪽. ISSN 1243-8650.
- Matricardi, Paolo. Aerei Militari: Caccia e Ricognitori – Volume 1 (in Italian). Milan: Electa Mondadori, 2006.
- McDowell, Earnest R. Famous Aircraft: The P-40 Kittyhawk. New York: ARCO Publishing Company, 1968.
- Mellinger, George. Soviet Lend-Lease Fighter Aces of World War 2 (Aircraft of the Aces No. 74). Oxford, UK: Osprey Publishing, 2006. ISBN 1-84603-041-2.
- Merriam, Ray. U. S. Warplanes of World War II. Bennington, Virginia: Merriam Press, 2000. ISBN 1-57638-167-6.
- Molesworth, Carl. P-40 Warhawk Aces of the MTO (Aircraft of the Aces No. 43). London: Osprey Publishing, 2002. ISBN 1-84176-288-1.
- Molesworth, Carl. P-40 Warhawk Aces of the Pacific (Aircraft of the Aces). London: Osprey Publishing, 2003. ISBN 1-84176-536-8.
- Molesworth, Carl. P-40 Warhawk Aces of the CBI (Aircraft of the Aces No. 35). Oxford, UK: Osprey Publishing, 2000. ISBN 1-84176-079-X.
- Molesworth, Carl. P-40 Warhawk vs Ki-43 Oscar: China 1944–45. Oxford, UK: Osprey Publishing, 2008. ISBN 1-84603-295-4.
- Molesworth, Carl. P-40 Soviet Lend-Lease Fighter Aces of World War 2 (Aircraft of the Aces No. 74). Oxford, UL: Osprey Publishing, 2006. ISBN 1-84603-041-2.
- Müller, Rolf-Dieter. Der Bombenkrieg 1939–1945 (in German). Berlin: Links Verlag, 2004. ISBN 3-86153-317-0.
- Murphy, Justin D. and Matthew A. McNiece. Military aircraft, 1919–1945: An Illustrated History of their Impact. Santa Barbara, California: ABC-CLIO, 2009. ISBN 978-1-85109-498-1.
- Neulen, Hans Werner. In the Skies of Europe: Air Forces Allied to the Luftwaffe, 1939–1945 Ramsbury, Marlborough, UK: The Crowood Press, 2005. ISBN 1-86126-799-1.
- Pentland, Geoffrey. The P-40 Kittyhawk in Service. Melbourne, Victoria, Australia: Kookaburra Technical Publications Pty. Ltd., 1974. ISBN 0-85880-012-8.
- Snedden, Robert. World War II Combat Aircraft. Bristol, UK: Factfinders Parragon, 1997. ISBN 0-7525-1684-1.
- Rudge, Chris. Air-To-Air: The Story Behind the Air-to-Air Combat Claims of the RNZAF. Lyttelton, Canterbury, New Zealand: Adventure Air, 2003 ISBN 0-473-09724-9.
- Scott, Robert L. Damned to Glory. New York: Scribner's, 1944. No ISBN.
- Scutts, Jerry. Bf 109 Aces of North Africa and the Mediterranean. London: Osprey Publishing, 1994. ISBN 1-85532-448-2.
- Shamburger, Page and Joe Christy. The Curtiss Hawk Fighters. New York: Sports Car Press Ltd., 1971. ISBN 0-87112-041-0.
- Shores, Christopher (1977). “The Annals of the Kittyhawks”. 《에어 엔수지애스트》. 3호. 70–79쪽. ISSN 0143-5450.
- Shores, Christopher and Hans Ring. Fighters over the Desert. London: Neville Spearman Limited, 1969. ISBN 0-668-02070-9.
- Shores, Christopher and Clive Williams. Aces High: A Further Tribute to the Most Notable Fighter Pilots of the British and Commonwealth Air Forces in WWII, v. 2. London: Grub Street, 1994. ISBN 1-898697-00-0.
- Thomas, Andrew. Tomahawk and Kittyhawk Aces of the RAF and Commonwealth. London: Osprey Books, 2002. ISBN 1-84176-083-8.
- United States Air Force Museum Guidebook. Wright-Patterson AFB, Ohio: Air Force Museum Foundation, 1975.
- Vader, John. Pacific Hawk. London: MacDonald & Co, 1970.
- Weal, John. Jagdgeschwader 27 'Afrika' . Oxford, UK: Osprey, 2003. ISBN 1-84176-538-4.